# BMW E28
Der BMW E28 ist eine Limousine der 5er-Reihe von BMW. Er ist die zweite Generation des BMW-5ers und löste seinen Vorgänger E12 im Herbst 1981 ab. Nachfolger des E28 ist der ab Herbst 1987 produzierte E34. BMW baute den E28 zwischen April 1981 und Dezember 1987 im BMW-Werk Dingolfing sowie von 1985 bis 1989 im Werk Rosslyn in Südafrika. Insgesamt wurden 14 verschiedene Modelle des E28 angeboten, dabei waren einige Modelle bestimmten Märkten vorbehalten. Insgesamt rollten 722.328 Exemplare des E28 vom Band, wobei die meistgebauten Modelle 520i, 525e, 528i und 524td zusammen rund zwei Drittel der Produktion ausmachten.
Konstruktiv gilt der E28 als Weiterentwicklung seines Vorgängers, von dem einige charakteristische Konstruktionsmerkmale übernommen wurden. BMW führte beim E28 technische Neuerungen wie Bordcomputer, Fahrerairbag und Antiblockiersystem in der 5er-Reihe ein. Neu waren auch die auf geringen Kraftstoffverbrauch ausgelegten Diesel- und Eta-Modelle und eine M5 genannte Variante mit höherer Motorleistung. Die gegenüber dem E12 deutlich verbesserten Fahrleistungen des E28 stießen – wie seine Innenraumgestaltung auch – bei der Fachpresse Anfang der 1980er-Jahre großteils auf Wohlwollen. Das äußere Erscheinungsbild, das sich kaum von dem seines Vorgängermodells unterschied, war dagegen häufig Gegenstand der Kritik in zeitgenössischen Publikationen. Mitte der 1980er-Jahre zeichnete sich ab, dass der E28 im Vergleich zu direkten Konkurrenzmodellen wie Mercedes-Benz W 124 oder Audi 100 C3 zunehmend technisch veraltet war, insbesondere bezüglich Fahrwerk und Aerodynamik. Rückblickend wird der E28 als solide konstruiertes, robustes und rostbeständiges Fahrzeug bewertet. Für BMW war der E28 ein wirtschaftlicher Erfolg.

## Modellgeschichte

### Entwicklung (1975–1981)
BMW-Angaben zufolge begann die Entwicklung der Baureihe E28 Anfang 1975 und dauerte sechs Jahre. Entwickelt wurde der Wagen mit Hilfe von computergestützten Verfahren, darunter computergestützte Konstruktion, Finite-Elemente-Methode und Modalanalyse. Erste Prototypen aus dem Jahr 1978 hatten zwei gleich große Rundscheinwerfer und zwischen Fondtür und C-Säule ein Dreiecksfenster, was beides nicht in die Serie übernommen wurde. Der E28 ist in vielen Teilen aus der Vorgängerbaureihe E12 weiterentwickelt. Äußerlich ähnelt der E28 dem E12, da die Karosserieform nur im Detail geändert wurde; die Fahrgastzelle blieb nahezu unverändert. Bug und Heck des E28 entwickelte BMW aber völlig neu, wodurch der Luftwiderstandsbeiwert (cw) auf 0,39 verringert werden konnte. Auch die Auftriebswerte an den Achsen konnten um jeweils 21 % verringert werden. Durch die computergestützte Konstruktion und verbesserte Werkstoffe war der E28 je nach Modell 60–90 kg leichter als sein Vorgänger.
BMW versuchte mit dem E28 vor allem ein technisch hoch entwickeltes Fahrzeug zu schaffen. Darüber hinaus waren ab Werk viele elektronische Komponenten wie Antiblockiersystem (ab Herbst 1981 für 525i und 528i; ab 1983 auch für 524td), der Bordcomputer „Check-Control“, der wichtige Fahrzeugfunktionen wie die Beleuchtung und die Betriebsflüssigkeiten (Ölstand und Kühlflüssigkeitsstand) überwacht (ab 525i, teilweise für 520i im Export), elektronische (beziehungsweise digitale) Motorsteuerung, elektronische Heizungsregelung, Geschwindigkeitsregelung (Tempomat) sowie ein Fahrerairbag verfügbar. Alle Sechszylinder-Ottomotoren und im Modell 518i auch der Vierzylindermotor haben Saugrohreinspritzung; einen in Solex-Lizenz von Pierburg hergestellten Registervergaser gab es nur bis Sommer 1984 im Vierzylindermodell 518.
Die Konstruktion der Vorderachse übernahm BMW im Wesentlichen vom BMW E23, änderte sie aber in Details ab. Es ist eine „Doppelgelenkachse“, das heißt der sonst verwendete Dreiecksquerlenker der MacPherson-Federbeinachse ist in zwei Bauteile aufgelöst: einen Querlenker und eine Zugstrebe. Die am Federbein hintereinander liegenden Anlenkpunkte des Querlenkers und der Zugstrebe ergeben einen kleineren Lenkrollradius. Das führt zu verminderten Störkräften in der Lenkung, die ab dem 520i serienmäßig als Servolenkung ausgeführt wurde. Eine weichere Längsfederung und Änderungen an den Stoßdämpfern sorgen für mehr Abroll- und Fahrkomfort. Die Schräglenker-Hinterachse ist eine Neukonstruktion. Die Achsschwingen in Schalenbauweise konnten weitgehend automatisch aus Blechpressteilen und einem Radträger aus weißem Temperguss zusammengeschweißt werden und sind leichter als die des E12.

### Markteinführung (1981–1983)
Nachdem der E28 im April 1981 in die Serienfertigung übernommen worden war, wurde er im Juni 1981 der Presse vorgestellt. Die offizielle Vorstellung für die allgemeine Öffentlichkeit fand im September 1981 auf der IAA statt. In Europa bot BMW zunächst die Ottomotormodelle 518, 518i, 520i, 525i und 528i an. Auf dem deutschen Markt war der 518i anfangs nicht erhältlich.
In den USA war die Einführung der leistungsstarken europäischen Modelle vor allem wegen schärferer Abgas- und Kraftstoffverbrauchsgesetzgebung nicht möglich. Bereits 1978 hatte BMW deshalb das „eta“-Antriebskonzept für den Ottomotor vorgestellt, das den Kraftstoffverbrauch im Vergleich zum konventionellen Antriebskonzept beim Ottomotor durch vergrößerten Hubraum und ein vermindertes Drehzahlniveau senken sollte. Der griechische Buchstabe η „eta“ ist das Formelsymbol für den Wirkungsgrad. Auf dem amerikanischen Markt wurde 1981 zunächst als einziges E28-Modell das mit digitaler Motorsteuerung und lambdageregeltem Abgaskatalysator ausgerüstete Eta-Modell 528e zum Verkauf angeboten. Das „e“ in der Modellbezeichnung steht entsprechend dem Antriebskonzept für „eta“. Äußerlich fallen die nordamerikanischen E28-Modelle durch geänderte Scheinwerfer und Stoßfänger auf. Ab 1982 war in den USA der 533i erhältlich, der mit 3,2-Liter-Motor und Abgaskatalysator in etwa auf dem Leistungsniveau des europäischen 528i lag. Im April 1982 folgte der 528e in Japan, war aber anfangs als Spitzenmodell über dem dort ebenfalls erhältlichen 518i positioniert. Im März 1983 folgte auf dem japanischen Markt der noch leistungsstärkere 535i. Ab April 1983 waren auch in Deutschland der 518i und ein Eta-Modell verfügbar, der 525e. Technisch entspricht der 525e dem 528e, unterscheidet sich aber außer im äußeren Erscheinungsbild durch eine vereinfachte Ausstattung von ihm.
Für die Saison 1982 der Sportwagen-Meisterschaft in der Gruppe A setzte die BMW Motorsport GmbH kurzzeitig einen BMW E28 auf Basis des Modells 528i ein. Umberto Grano und Helmut Kelleners wurden mit dem stark modifizierten Fahrzeug Europameister. Es hatte ein verstärktes Fahrwerk, nahezu keine Innenausstattung und wog 1080 kg. Die Motorleistung war von 135 kW (184 PS) um mehr als 40 kW (54 PS) gesteigert worden, der Wagen erzielte so mit dem Getrag-Sportgetriebe eine Höchstgeschwindigkeit von etwa 230 km/h.
Auf der IAA 1981 in Frankfurt kündigte BMW den 524td als ersten dieselbetriebenen Personenwagen der Marke offiziell an. Ende 1982 ging er mit 100 Vorserienwagen in Produktion. Auf der IAA im Herbst 1983 wurde das Modell dann vorgestellt. Es hat einen 2,4-Liter-Reihensechszylinder-Wirbelkammermotor des Typs BMW M21, der vom Ottomotor BMW M20 abgeleitet ist. Mit Turboaufladung erreicht der M21 eine Leistung von 85 kW (116 PS). Seinerzeit galt der 524td als Fahrzeug mit sehr guten Fahrleistungen und als schnellste in Serie hergestellte Diesellimousine der Welt. Ebenfalls ab Herbst 1983 gab es für das Modell 518 einen elektronisch geregelten Vergaser des Typs 2BE anstelle des rein mechanischen 2B4-Vergasers.

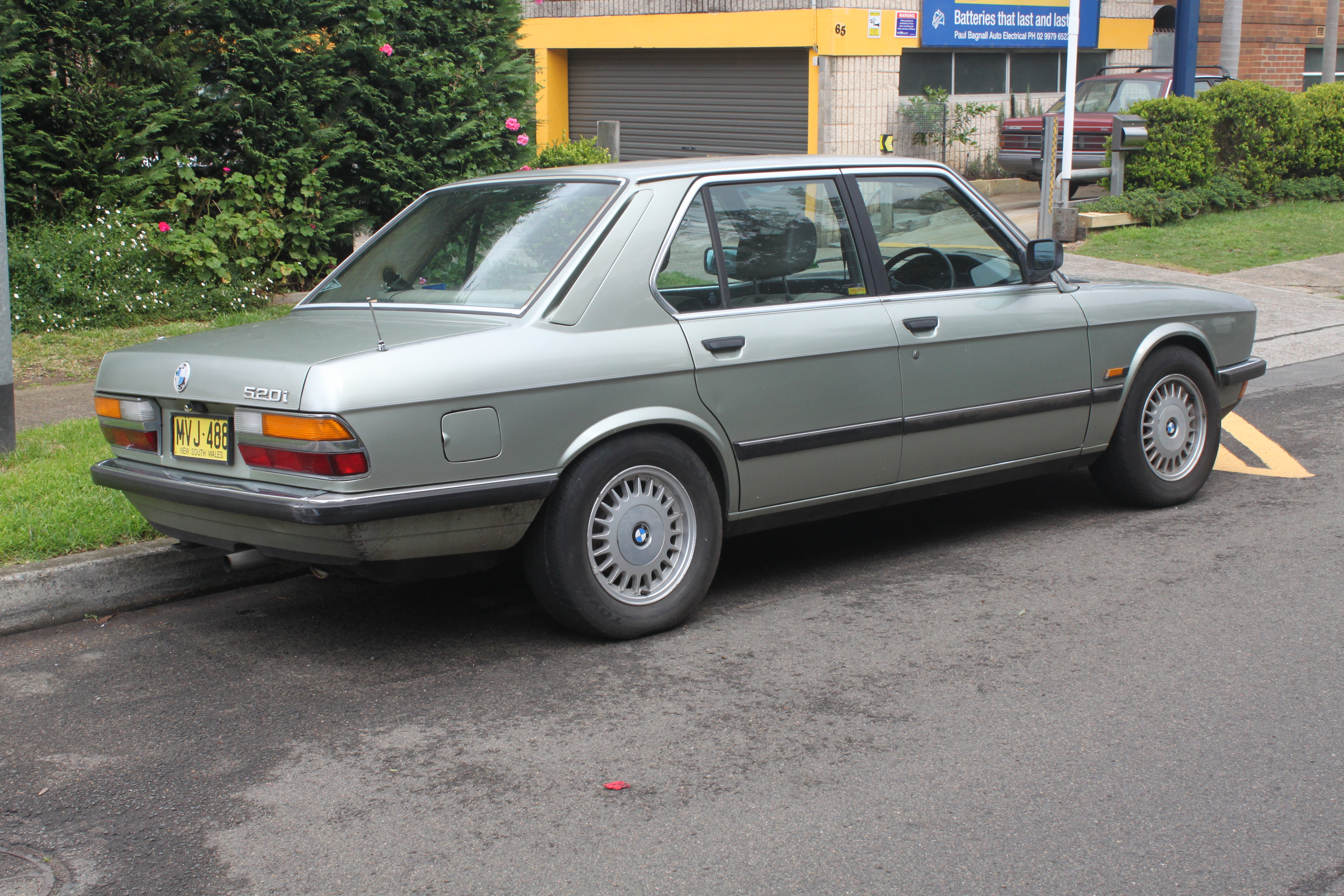
520i (Heckansicht)
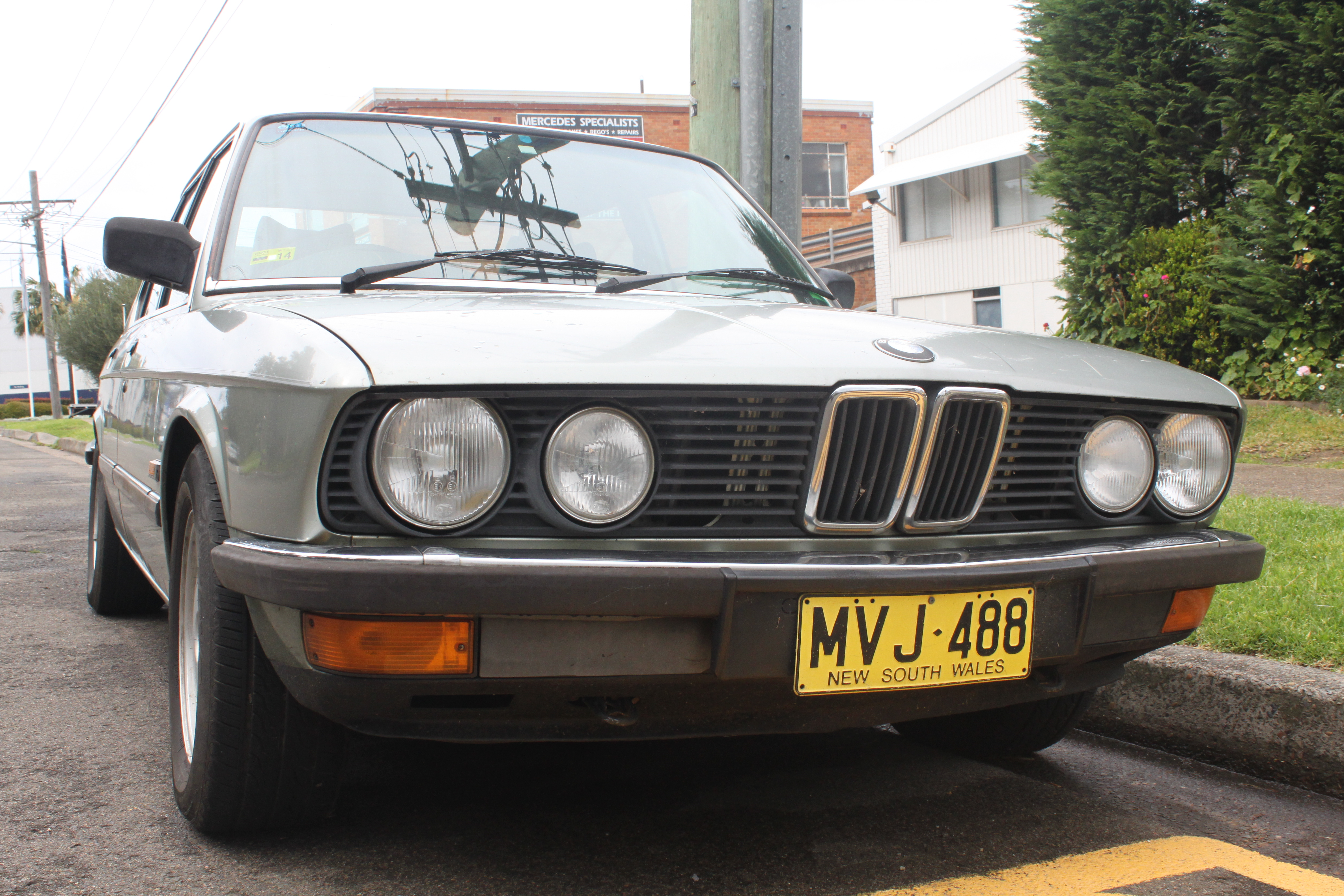
520i (Frontschürze)
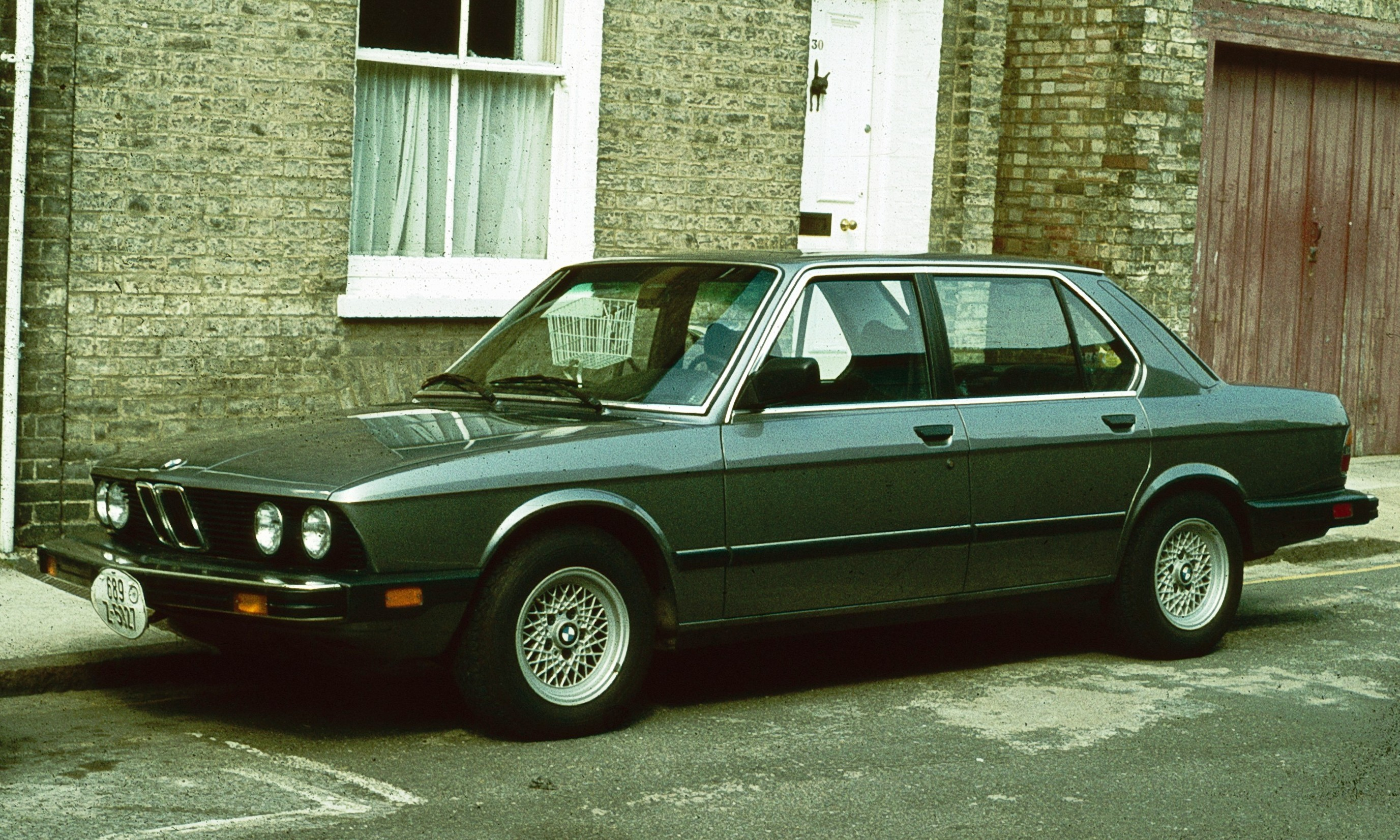
528e (Vorderansicht)
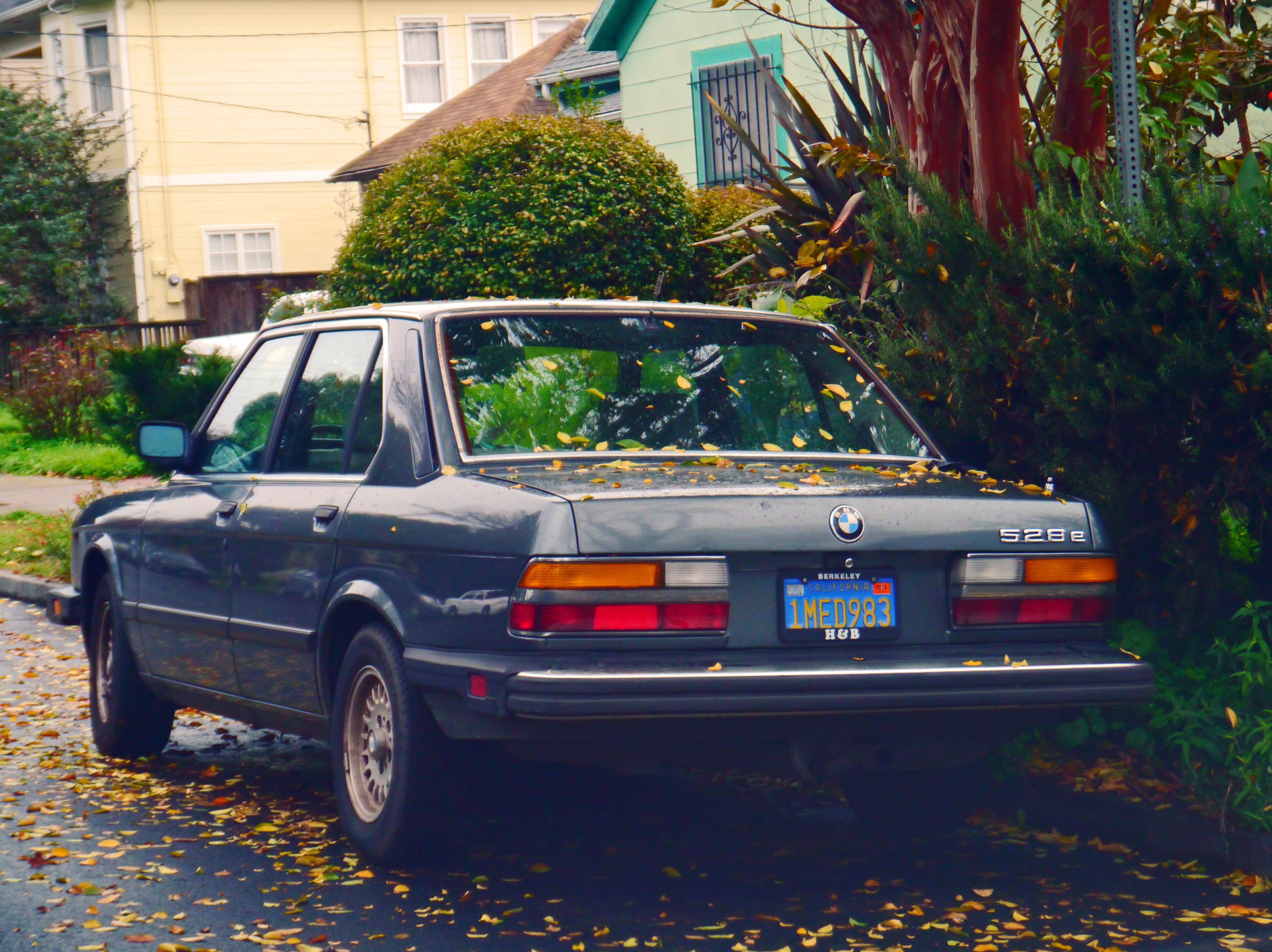
528e (Heckansicht)

### Flüssiggasantriebskonzept (1984)
1984 stellte BMW auf Basis des E28 ein Fahrzeug mit elektronischer Saugrohreinspritzung und Flüssiggasbetrieb (LPG) vor. Im Vergleich zum Vergasermotor ergibt sich nur eine geringe Leistungseinbuße (ca. 5 %) und ein Mehrverbrauch im Gasbetrieb von ca. 20 %. Für den Gasbetrieb spricht allerdings die Umweltfreundlichkeit durch sehr geringe Schadstoffanteile im Abgas, die hohe Klopffestigkeit von LPG und insbesondere der in vielen Ländern günstige Preis von Flüssiggas bei guter Verfügbarkeit.
Der Übergang beim Wechsel der Kraftstoffart ist nahezu ruckfrei. Erreicht wurde das durch die erstmals angewandte Anordnung des Gasmischerteils hinter der Drosselklappe und ein neuartiges Mischregelventil, das eine synchrone Ansteuerung der Drosselklappe erlaubte. Der 5er-BMW konnte sowohl mit Benzin als auch mit Gas gefahren werden, so dass sich der Aktionsradius erweiterte. Ein Kippschalter erlaubte ein Umschalten zwischen Benzin- und Gasbetrieb während der Fahrt. Der Gaseinfüllstutzen wurde neben dem für Kraftstoff angeordnet, weshalb sich der BMW für Gasbetrieb äußerlich nicht von einem BMW mit konventionellem Antrieb unterscheiden lässt. Der im Kofferraum quer zwischen den Radhäusern untergebrachte Gastank ist durch eine Klappe abgeschlossen und alle anderen Aggregate der Flüssiggasanlage wurden im Motorraum untergebracht.

### Modellpflege (1984)

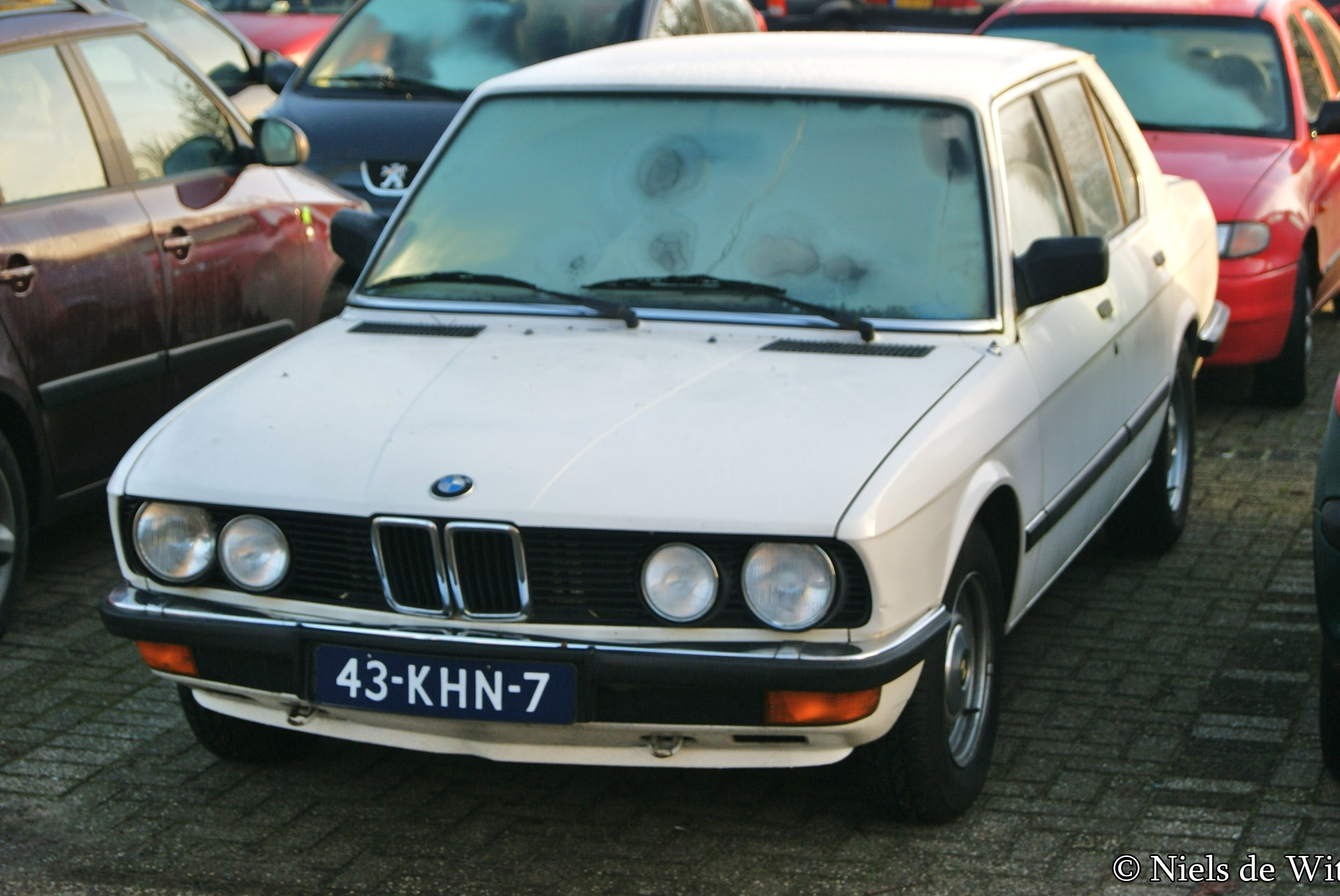
1983er E28, Frontschürze vor Modellpflege

1984 führte BMW als neues Topmodell auch in den USA und Europa den 535i ein, in Europa wahlweise mit oder ohne Abgaskatalysator. Der 518 und der 533i wurden aus dem Programm genommen. Leichte Modifikationen am Erscheinungsbild und der Technik gab es ab Herbst desselben Jahres. Markanteste äußere Änderung ist die aerodynamisch überarbeitete Frontschürze, die dadurch etwas voluminöser und runder erscheint. Der Luftwiderstandsbeiwert (cw) betrug nun 0,37. Die bei den größeren Motoren serienmäßigen Radblenden aus rostfreiem Stahl wichen, wie auch bei den anderen BMW-Modellen, Silber-metallic lackierten Kunststoffblenden, die im Laufe der Zeit geringfügig im Durchmesser vergrößert wurden und zum Schluss die Felgen komplett abdeckten. Die Radioantenne, auf Wunsch auch automatisch, wurde vom vorderen linken Kotflügel auf die hintere rechte Seitenwand verlegt, später auf die linke.
Der Innenraum blieb nahezu unverändert. Nur die Form einiger Schalter wie beispielsweise des Lichtschalters wurde geändert. Die Kopfstützen wurden geglättet und ihrer „Ohren“ beraubt. Ab ca. Mitte 1985 entfiel der Keder in den Sitzbezügen zwischen der Sitzfläche und den Seitenwangen. Ein Fahrerairbag war nun als Sonderausstattung für 2310 DM erhältlich.

### M5, M535i und 535is (1984–1987)
Auf Basis des 535i führte BMW ebenfalls im Herbst 1984 den M535i ein. Er fällt vor allem durch seine „Verspoilerung“ auf, die sich aus Front- und Heckschürze, Schweller- und Radhausverkleidungen sowie einem voluminösen Heckflügel zusammensetzte. Für dieses Modell waren speziell geformte TRX-Räder mit Reifen im Format 220/55 VR 390 TR und ein M-Technic-Sportfahrwerk (Fahrzeugtieferlegung rund 20 mm) serienmäßig erhältlich. Ab Werk sind Sportsitze und ein Sperrdifferenzial eingebaut. Auf dem nordamerikanischen Markt war der M535i nicht erhältlich, stattdessen gab es dort ab etwa 1986 den 535is, der ebenfalls auf dem 535i basierend zwar mit Frontspoiler und Heckabrisskante sowie Sportfahrwerk, nicht aber mit verbreiterten Seitenschwellern ausgerüstet wurde.
Etwa gleichzeitig mit dem M535i stellte die M-Motorsport GmbH den ersten BMW M5 vor. Er trägt den Werkscode E28S und wurde in Handarbeit hergestellt. Wichtigstes Merkmal unter vielen mehr oder weniger kleinen Änderungen zu den „normalen“ E28-Limousinen war die Motorisierung mit dem intern als M88/3 bezeichneten Motor, der auch im M635 CSi (ebenfalls ein Produkt der BMW Motorsport GmbH) verwendet wurde und ursprünglich für den Sportwagen M1 entwickelt worden war. Dieser Sechszylindermotor, den es im deutschen E28S anders als im M635 CSi nur ohne lambdageregelten Abgaskatalysator gab, hat vier Ventile pro Zylinder und sechs Einzeldrosselklappen. Er hat 3,5 Liter Hubraum und leistet 210 kW (286 PS). Im Sommer 1985 ging der M5 in Serie. Wichtigster Absatzmarkt für den ersten BMW M5 war jedoch der nordamerikanische Markt, 1340 aller 2241 gebauten BMW E28S M5 wurden dort abgesetzt, was einem Anteil von rund 60 % entspricht. Deshalb wurde bereits beim ersten M5 ein spezielles Modell für den nordamerikanischen Markt entwickelt, um den dortigen Kundenwünschen zu entsprechen; es hat wie auch die anderen E28-Modelle für den nordamerikanischen Markt geänderte Stoßfänger. Die Produktion des nordamerikanischen Modells begann 1986. Anders als das deutsche Modell hat das nordamerikanische Modell einen Abgaskatalysator, mit dem der Motor 191 kW (260 PS) leistet. Dieser Motor wird als S38B35 bezeichnet, basiert aber technisch auf dem M88-Motor des deutschen Modells. Das Fahrverhalten des E28S galt in den 1980er-Jahren als beeindruckend.

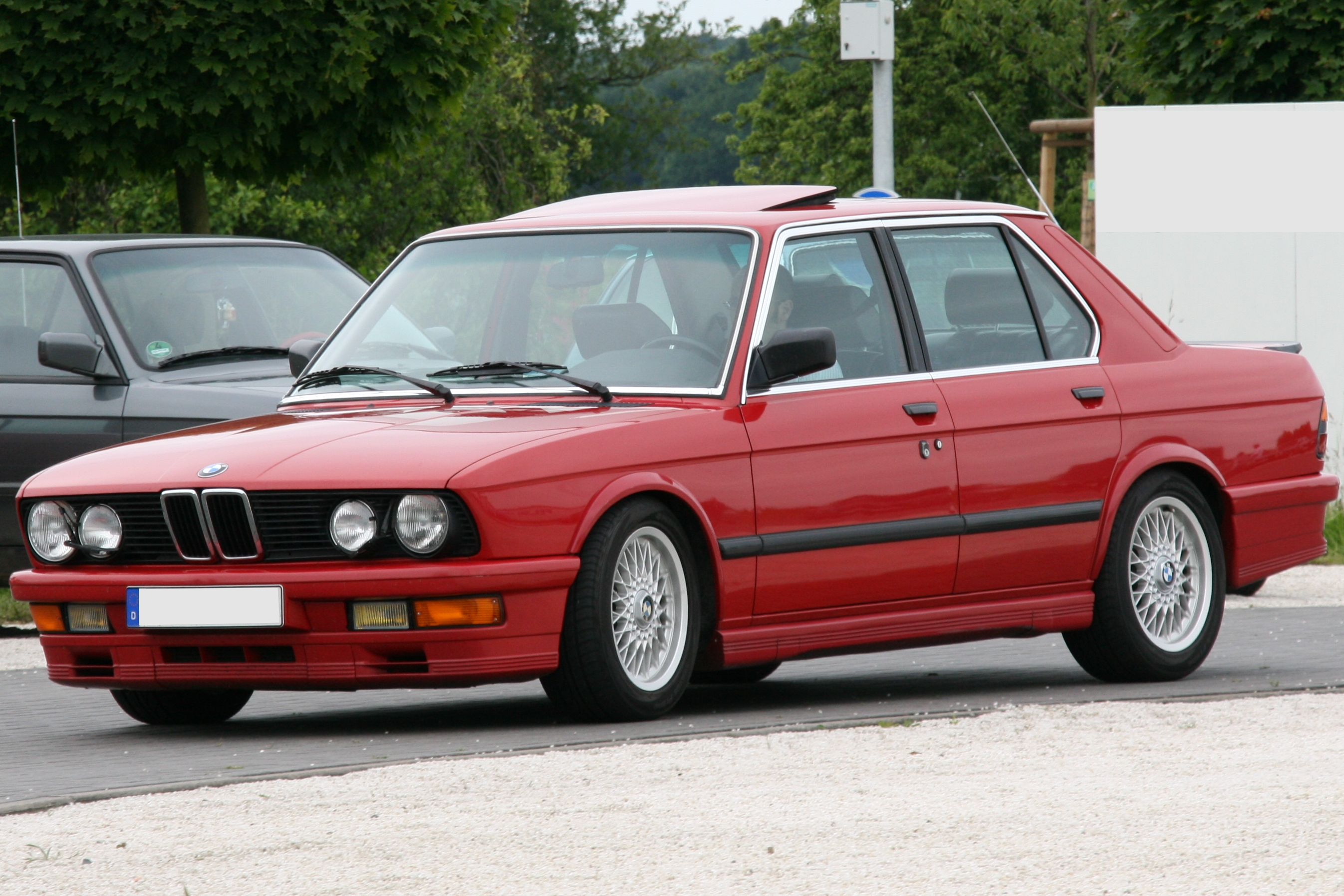
BMW M535i (1984–1987)
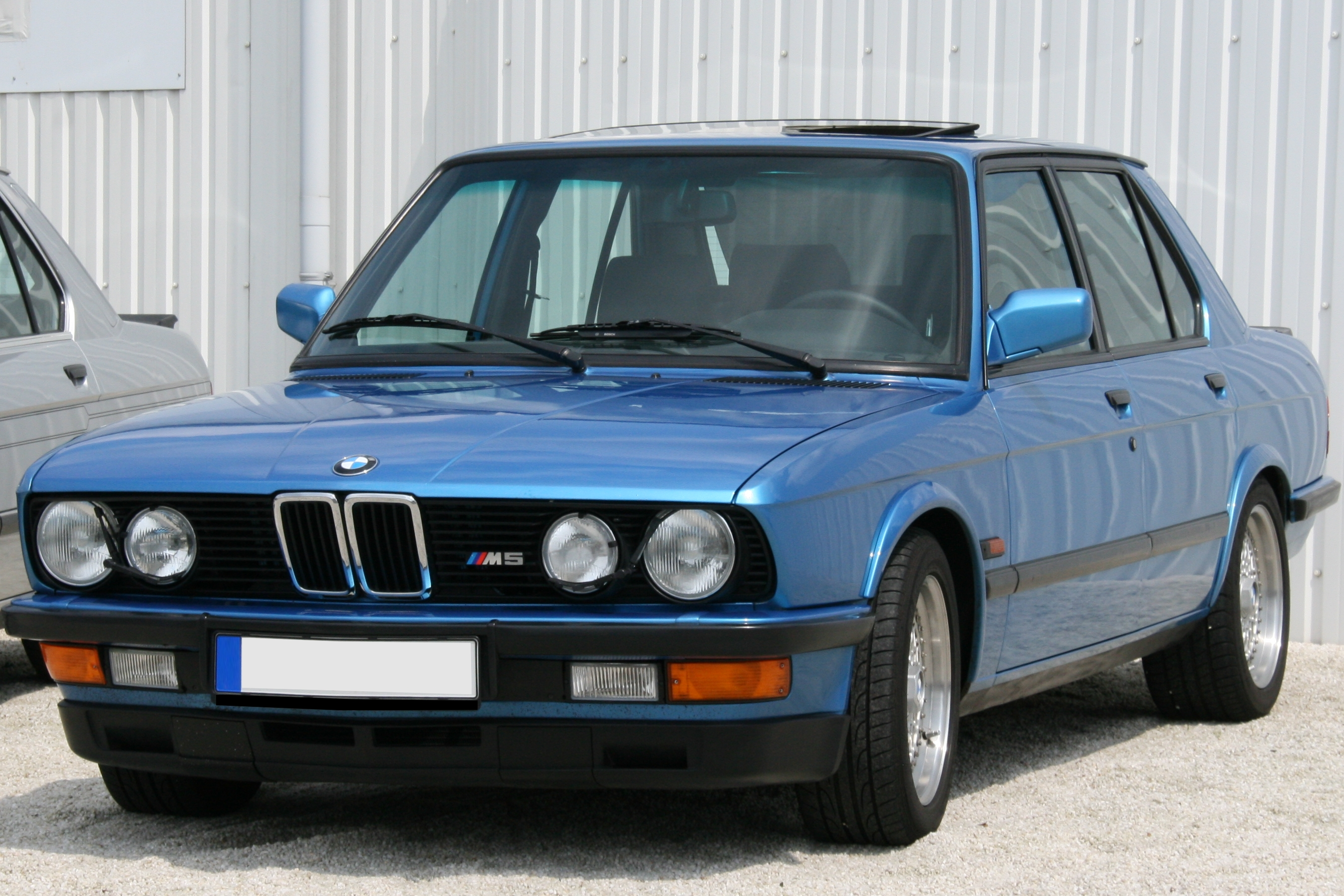
BMW M5 (1985–1987)
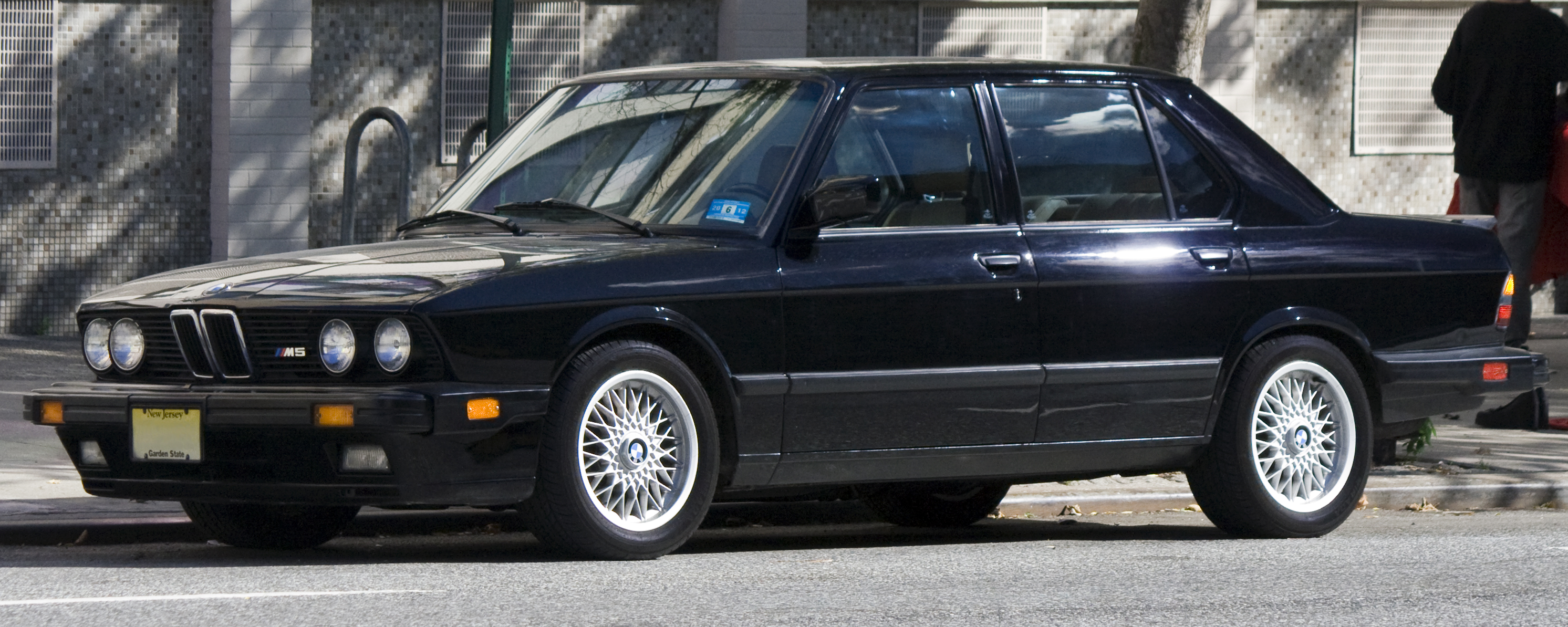
Nordamerikanischer BMW M5 (1986)
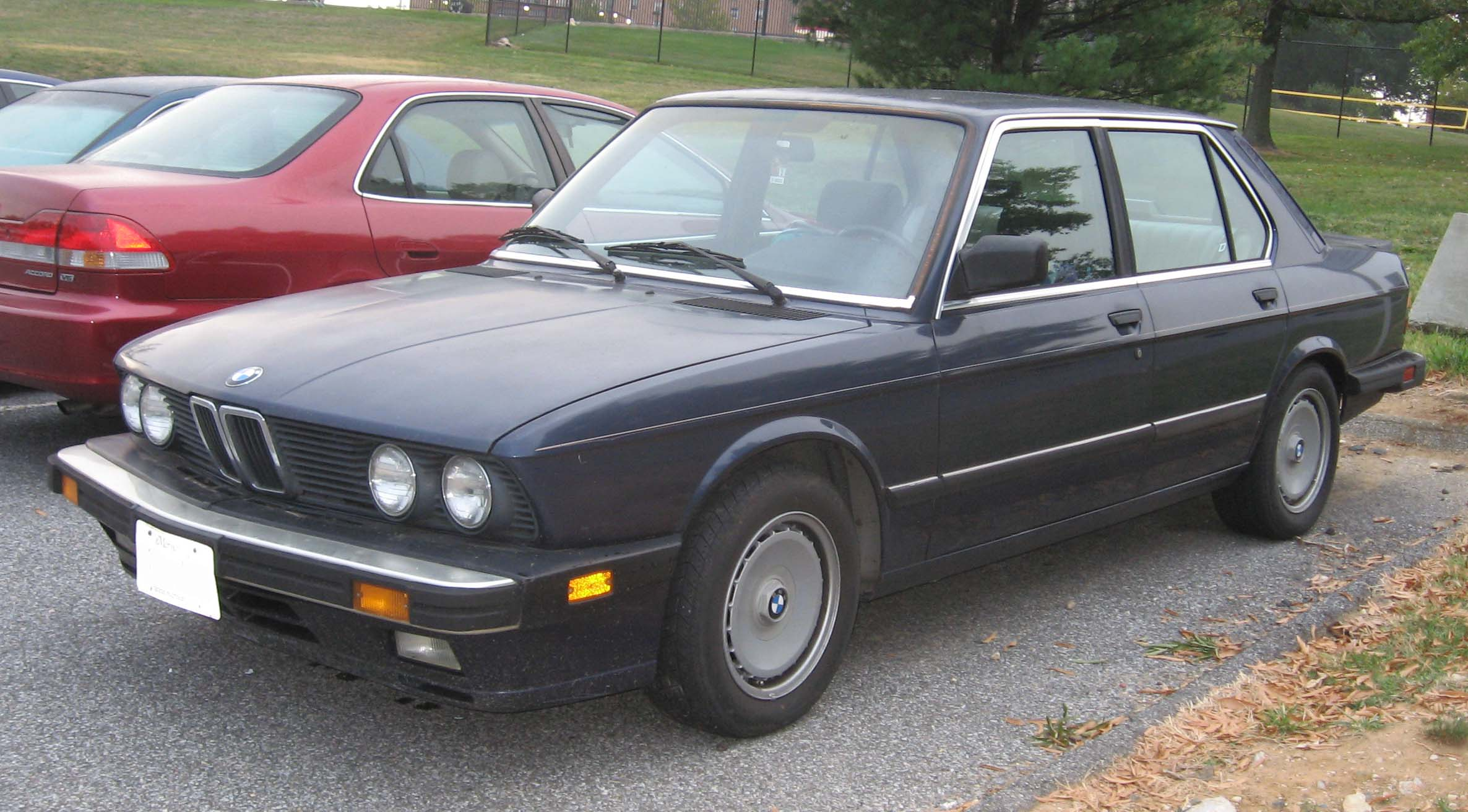
535is (1986)

### Technische Änderungen ab 1985 bis Produktionsende (1985–1987)

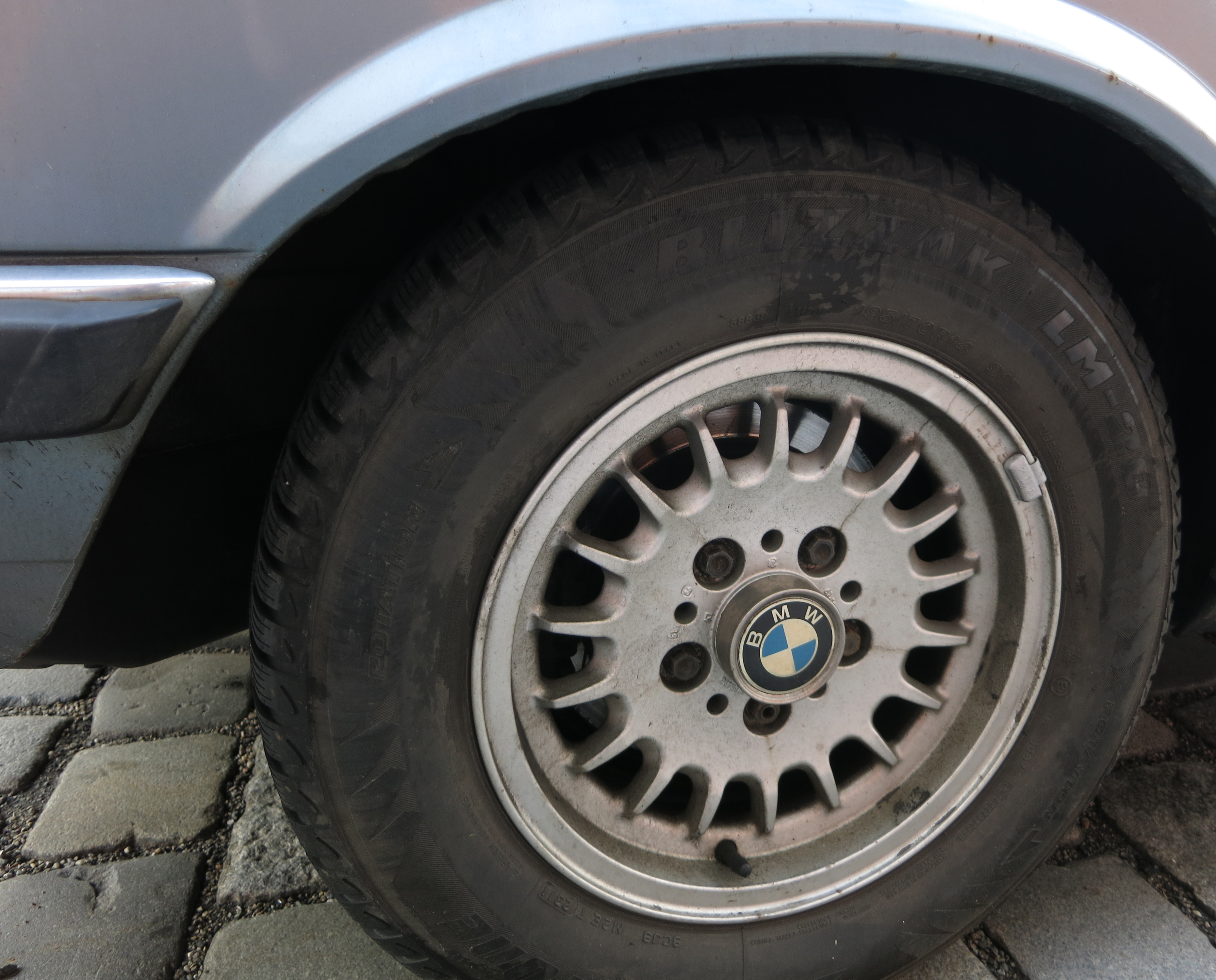
Rad in Seriengröße mit 356 mm (14 in) Durchmesser. Scheibenbremse am Hinterrad beim 520i ab 1986 Serienausstattung.

Einige Motorvarianten waren ab 1985 auch in Deutschland mit Katalysator lieferbar. Zunächst betraf das den 525e und den 535i/M535i, später folgte der 520i. Ab 1986 war der 520i nicht mehr ohne Katalysator lieferbar und erhielt zudem eine Leistungssteigerung von 92 auf 95 kW (125 auf 129 PS). Da bleifreies Benzin zunächst nur als Normalbenzin mit 91 ROZ verfügbar war, waren alle werksseitig mit Katalysator ausgerüsteten oder für den nachträglichen Katalysatoreinbau vorbereiteten Modelle dafür ausgelegt und deshalb mit niedriger verdichtenden Motoren ausgestattet. Die Motorelektronik wurde in diesen Fällen ebenfalls angepasst. Modelle, die keinen Abgaskatalysator haben und auch nicht ab Werk eine Vorbereitung darauf erhielten, wurden stets für eine Benzinklopffestigkeit von 98 ROZ ausgelegt. Vor 1983 gebaute BMW-Motoren ohne Abgaskatalysator benötigen darüber hinaus für die Schmierung der Ventilsitzringe verbleites Benzin.
Auf dem Genfer Autosalon im März 1986 präsentierte BMW ein Dieselmodell mit verringerter Motorleistung, den 524d. Er wird, anders als der 524td, von einem freisaugenden Dieselmotor des Typs M21 angetrieben. Die Motorleistung beträgt hier 63 kW (86 PS). Verkauft wurde der 524d nur in Ländern, in denen Dieselfahrzeuge mit niedriger Motorleistung Steuer- oder Versicherungsvorteile boten. Wichtigste Absatzmärkte waren Frankreich und Italien. Ab Herbst 1986 erhielten die Modelle ab 520i die Schräglenker-Hinterachse mit 13 Grad Pfeilung und Zusatzlenkern aus dem 528i sowie Scheibenbremsen hinten. Beim 528i war nun ABS serienmäßig. Die Serienausstattung des 518i wurde durch Servolenkung, Drehzahlmesser und vordere elektrische Fensterheber aufgewertet. 520i, 524td und 525e erhielten größere Reifen der Dimension 195/70 R 14.
Die Produktion des E28 wurde im Dezember 1987 beendet. Im Januar 1988 wurde er durch die Baureihe E34 abgelöst. In Südafrika lief die Produktion des E28, der dort aus Teilesätzen montiert wurde, erst 1985 an, nachdem dort der Vorgänger E12 seit 1982 mit der Innenausstattung und den Motoren der neuen Baureihe als Zwitterbaureihe E12/8 gebaut worden war. Ebenso wurde die Baureihe erst später (1989) als in Deutschland von der Baureihe E34 abgelöst. Abschließend gewertet gilt der E28 als wirtschaftlicher Erfolg für BMW.

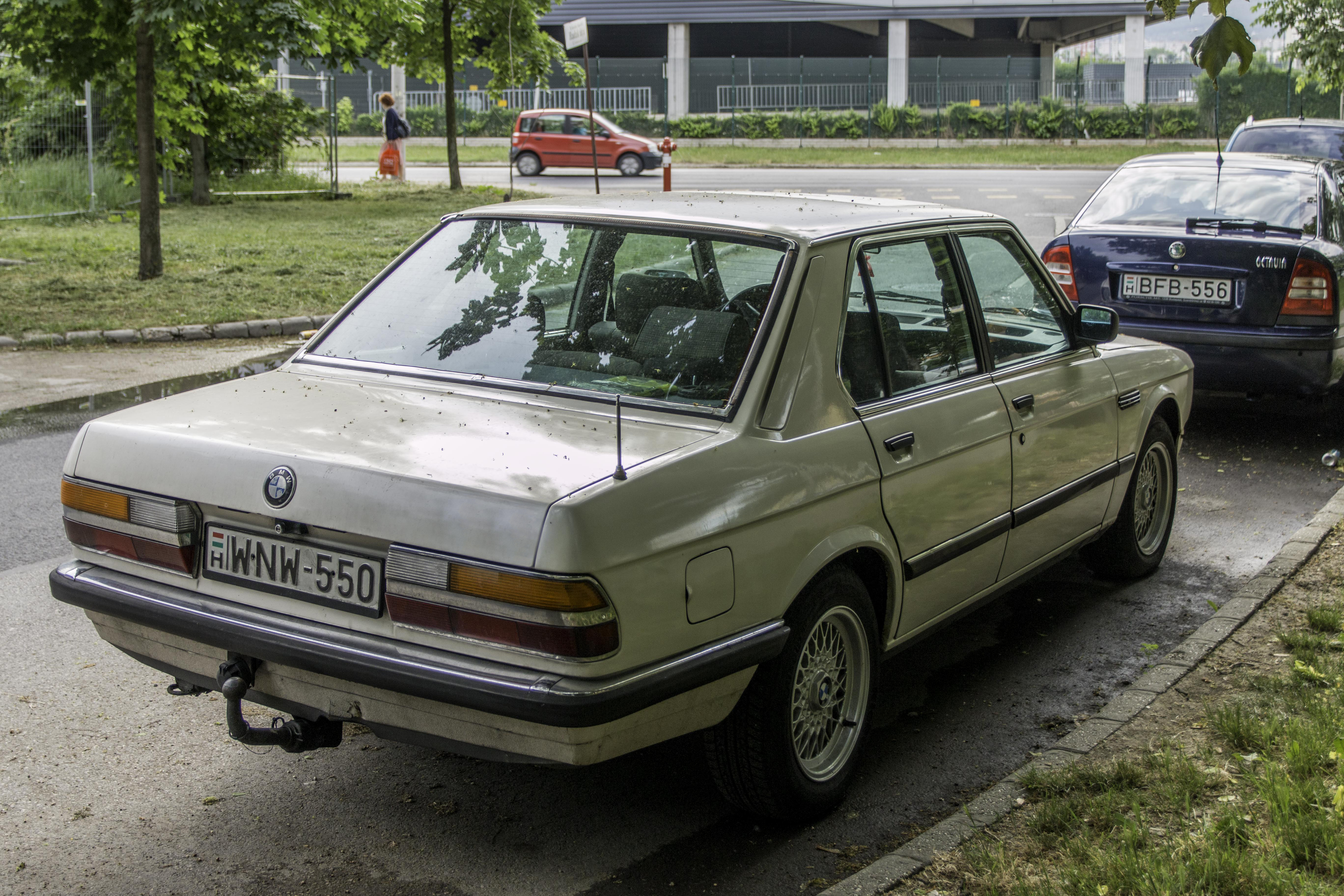
524td (1986), Heckansicht
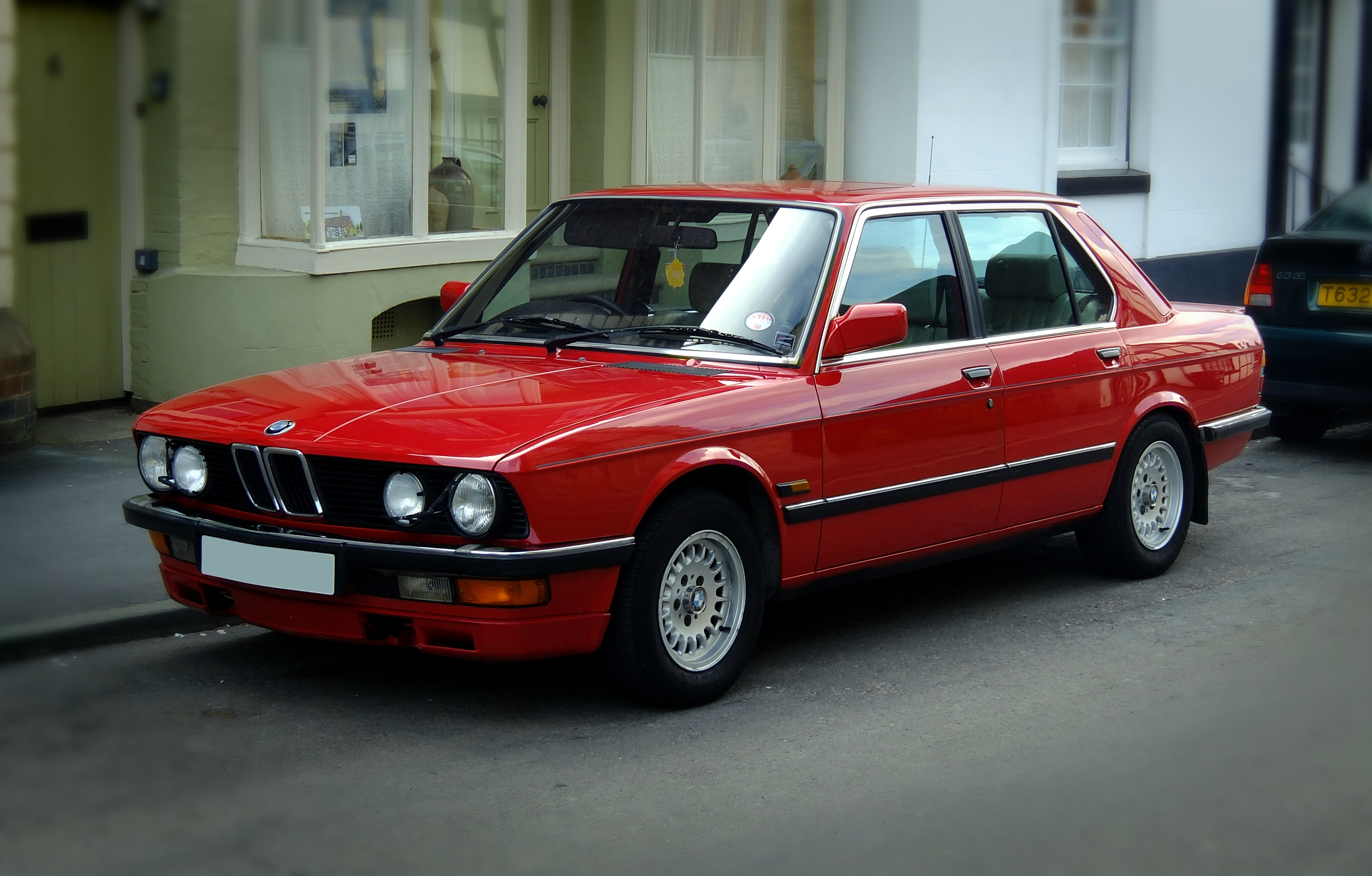
525e (1985)

## Der E28 im Wettbewerb

### Marktpositionierung
Der BMW E28 gilt nach den Maßstäben der 80er Jahre als obere Mittelklasse. Rund 71 % aller gebauten E28 haben eine Leistung von 85 bis 95 kW (116 bis 129 PS). In dieser Klasse verglichen Autozeitschriften wie auto, motor und sport den 520i (92 kW/125 PS) mit wichtigen Konkurrenzmodellen wie Mercedes-Benz W 124 200 (80 kW/109 PS), Audi 100 Typ 44 2.0 (85 kW/116 PS), Ford Scorpio 2.0i GL (85 kW/116 PS) und Opel Rekord E2 2.2i CD (85 kW/116 PS). Der 524td mit seinem 85 kW (116 PS) leistendem Dieselmotor wurde im Besonderen mit Fahrzeugen wie dem Volvo 760 GLE Turbodiesel (82 kW/111 PS) und Mercedes-Benz W 124 300 D (80 kW/109 PS) verglichen. Auf größere Stückzahlen brachte es auch der 528i (135 kW/184 PS), der sich gegen Fahrzeuge wie den Audi 200 Typ 44 2.1 Turbo (134 kW/182 PS), Mercedes-Benz W 123 280 E (136 kW/185 PS) und Volvo 760 Turbo (127 kW/173 PS) behaupten musste. Hinsichtlich Fahrwerkskonstruktion und Karosseriekonzept galt der BMW E28 1985 im Vergleich als veraltet, so hat zum Beispiel der Audi 100 Typ 44 eine wesentlich strömungsgünstigere Karosserie mit einem Luftwiderstandsbeiwert von cw 0,30 (E28: 0,37), der Mercedes-Benz W 124 hat eine fortschrittliche Mehrlenkerachse (BMW E28: Schräglenkerachse).

### Modelle
BMW bot den E28 in folgenden Modellen an:
- 518: Basismodell, mit Vierzylindervergasermotor und einfacher Ausstattung. Gebaut bis 1984.
- 518i: Wie 518, aber mit Saugrohreinspritzung. Zunächst nur für den Export, ab 1983 auch für Deutschland; gebaut über den gesamten Produktionszeitraum.
- 520i: Basismodell mit Sechszylinder-Ottomotor; für den europäischen Markt, gebaut über den gesamten Produktionszeitraum. Ab 1985 mit Abgaskatalysator lieferbar.
- 524d: Dieselmodell ohne Abgasturbolader und entsprechend weniger Motorleistung; vor allem für den südeuropäischen Markt, gebaut ab 1986 in kleiner Stückzahl.
- 524td: Basismodell mit Sechszylinder-Dieselmotor; für den weltweiten Markt, gebaut ab 1983.
- 525e: Auf günstigen Verbrauch ausgelegtes Modell für den europäischen Markt auf Basis des 528e; wie 528e, aber mit vereinfachter Ausstattung. Gebaut ab 1983.
- 525i: Gehobenes Modell mit Sechszylinder-Ottomotor; für den europäischen Markt, gebaut über den gesamten Produktionszeitraum.
- 528e: Basismodell auf dem nordamerikanischen und japanischen Markt mit Sechszylinder-Ottomotor und Abgaskatalysator, gebaut über den gesamten Produktionszeitraum.
- 528i: Bis zur Modellpflege 1984 das Topmodell mit Sechszylinder-Ottomotor und straffer abgestimmtem Fahrwerk, danach ein gehobenes Modell. Gebaut über den gesamten Produktionszeitraum.
- 533i: Gehobenes Modell mit Sechszylinder-Ottomotor für den nordamerikanischen Markt, mit Abgaskatalysator. Von 1982 bis 1984 gebaut.
- 535i: Topmodell für den weltweiten Markt, mit Sechszylinder-Ottomotor. Gebaut ab 1983, ab 1984 verfügbar in Europa. Wahlweise mit Abgaskatalysator.
- M535i: Sportmodell auf Basis des 535i, zusätzlich Karosseriemodifikationen; für den europäischen Markt; gebaut ab 1984, wahlweise ohne Abgaskatalysator.
- 535is: Topmodell für den nordamerikanischen Markt, wie 535i, aber mit sportlicherer Ausstattung. Gebaut ab 1986, mit Abgaskatalysator.
- M5: Topmodell der BMW M-Motorsport GmbH, mit eigenem Werkscode (E28S anstatt E28). Die Modelle für den europäischen und nordamerikanischen Markt unterscheiden sich grundlegend in der Motorisierung. Abgaskatalysator nur für US-Modelle. Ab 1984 gebaut.

Die erste Ziffer der Modellbezeichnung kennzeichnet die BMW 5er-Reihe, die letzten zwei Ziffern der Modellbezeichnung geben in der Regel den auf zur nächsthöheren ganzen Zahl gerundeten Hubraum in Dezilitern an. Ausnahme sind die Eta-Modelle 525e und 528e, die einen 2,7-Liter-Motor haben, sowie die beiden Diesel-Modelle, bei denen die Hubraumangabe abgerundet wurde.
Die Preise für das Basismodell 518 (66 kW/90 PS) begannen im Oktober 1981 bei 21.350 DM, während der 520i (92 kW/125 PS) 25.400 DM kostete. Der Grundpreis für den 525e (92 kW/125 PS) lag 1983 bei 30.165 DM, der 524td (85 kW/116 PS) kostete 32.200 DM.

## Stückzahlen
Insgesamt baute BMW 722.328 E28.
| Modell | 518    | 518i   | 520i    | 525e   | 528e   | 525i   | 528i   | 533i   | 535i   | M535i | 524d  | 524td  | M5    |
| ------ | ------ | ------ | ------- | ------ | ------ | ------ | ------ | ------ | ------ | ----- | ----- | ------ | ----- |
|        | 40.906 | 48.056 | 216.469 | 40.621 | 89.853 | 54.063 | 82.374 | 12.797 | 37.024 | 9.483 | 4.239 | 74.602 | 2.241 |

## Sonderserien- und Ausstattungen

### Edition
Gegen Frühjahr 1986 wurden die Modelle mit den M20- und M21-Motoren (sowie einige Exportversionen des 518i) auch als Editionsmodelle angeboten, die luxuriöser ausgestattet wurden und sonst nur auf Sonderwunsch bestellbare Extras wie zum Beispiel Schiebedach, Sportlenkrad, Lederschaltknauf, elektrische Fensterheber vorne, vier Kopfstützen, Velours-Ausstattung, wärmedämmendes Glas serienmäßig bieten. Auch wurde hier die Rücksitzbank mit rechts und links einzeln ausgeformter Sitzlehne, großer Mittelarmlehne und angepasster Hutablage aus den Varianten mit dem M30-Motor eingebaut.

### Shadowline

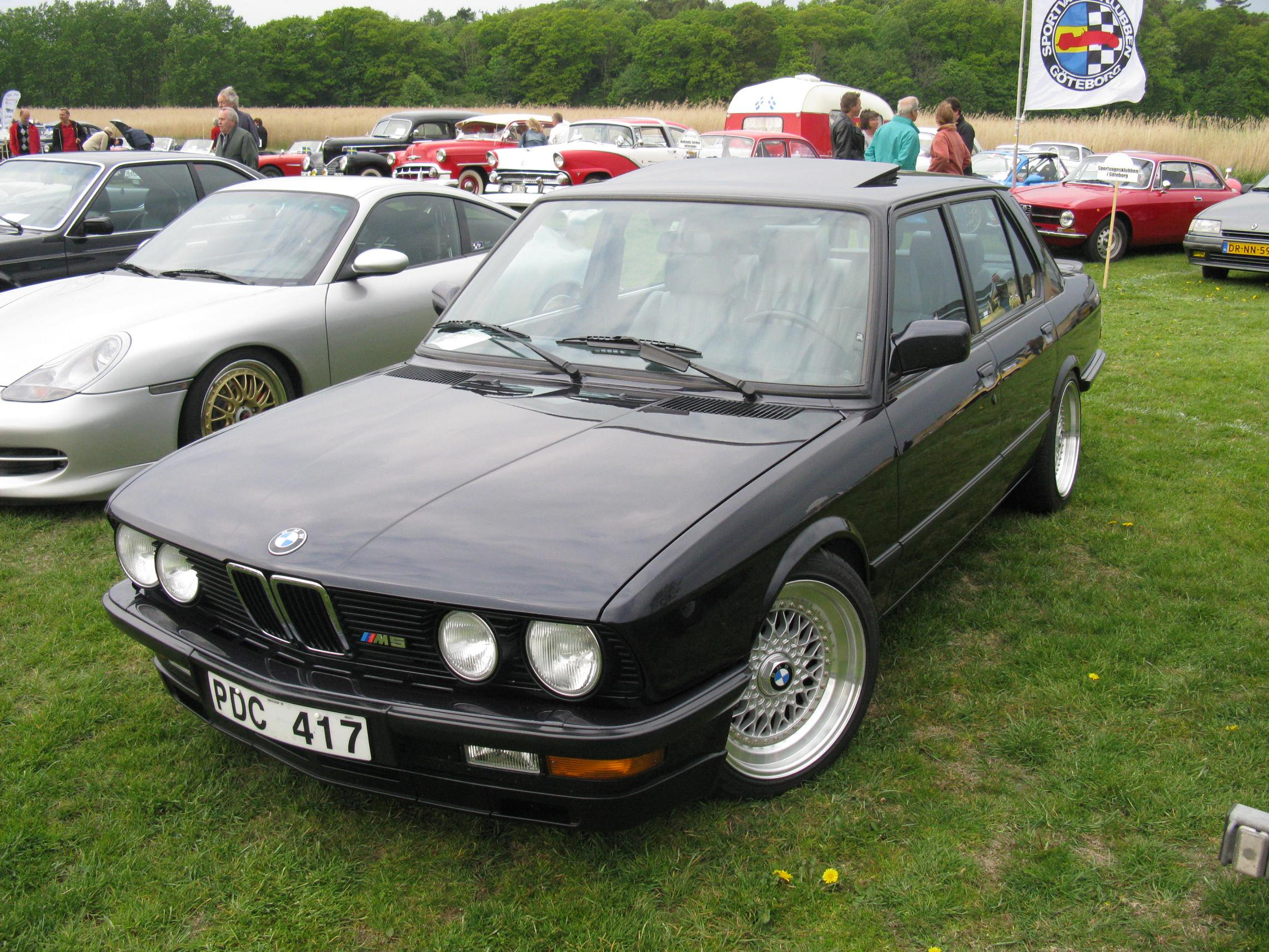
BMW M5 mit Shadowline-Ausstattung

Die Ausstattungslinie „Shadowline“ war ab 1986 verfügbar. Sie konnte bei allen Wagen, die in Diamantschwarz (181), Delphin (184) oder Lachssilber (203) lackiert wurden, bestellt werden. Alle Chrom- und Inoxteile sind mit Ausnahme der Niere und der Räder schwarz eingefärbt beziehungsweise eloxiert. Die Stoßstange und die Außenspiegel sind in Wagenfarbe lackiert.

### Tuningversionen und Umbauten

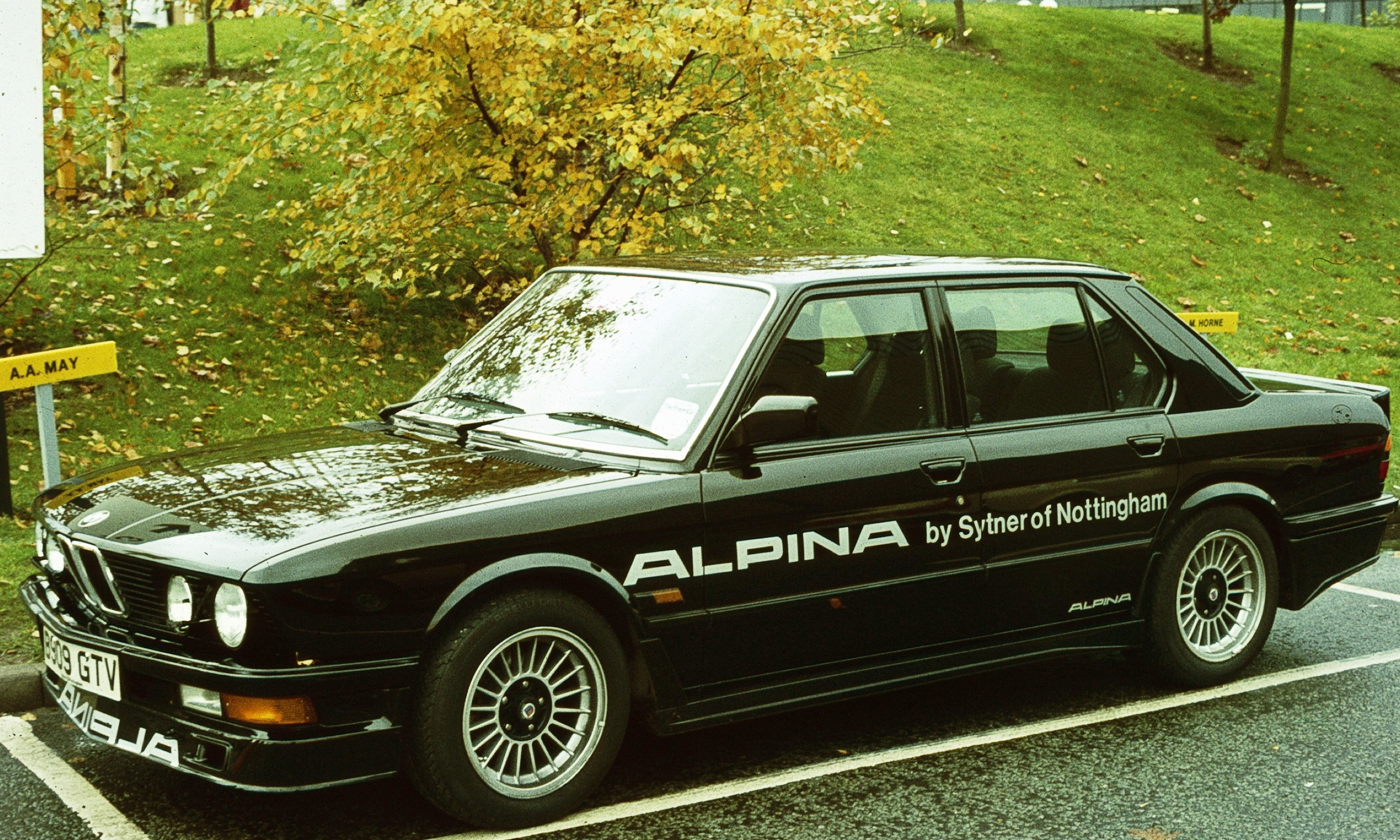
Alpina B9

Einige Fahrzeugtuner und Karosseriebauer boten modifizierte Varianten des E28 an. Es gab Versionen von Alpina, AC Schnitzer und Hartge. Schulz baute einige E28 zu Touring-Versionen (Kombi) um, da der E28 von BMW ab Werk nie als Kombi angeboten wurde. Es sollen 32 E28-Kombis von Schulz entstanden sein. Bevor BMW in Europa den E28 mit der 160 kW (218 PS) leistenden 3,5-Liter-Ausführung des M30-Motors als 535i anbot, war besonders das Umbauen des 528i auf diesen größeren und leistungsstärkeren Motor beliebt. Zusätzlich zum reinen Motorumbau wurden oft das Fahrwerk oder die Innenausstattung überarbeitet.
Schnitzer baute auf Basis des E28 das Modell S3.5, dessen Motor einen modifizierten Zylinderkopf, geschmiedete Kolben, eine Nockenwelle mit mehr Ventilzeitüberschneidung, einen Fächerauspuffkrümmer und einen Ölkühler hat. Mit diesen Modifikationen leistet der Motor 180 kW (245 PS). Das Fahrwerk wurde mit härteren Federn und Bilsteinstoßdämpfern ausgerüstet und die Karosserie um 20 mm tiefergelegt. Die Höchstgeschwindigkeit liegt mit dem unveränderten lang übersetzten Seriengetriebe bei 240 km/h.
Alpina bot ab November 1981 den B9 3,5 an, bei dem ebenfalls ein 3,5-Liter-Motor mit modifizierten Komponenten (Zylinderkopf, Kolben, Nockenwelle und Motronic) eingesetzt wurde. Die Leistung beträgt hier ebenfalls 180 kW (245 PS), die Höchstgeschwindigkeit 240 km/h. Der B9 wurde ab etwa 1985 vom B10 abgelöst, der einen stärkeren 3,5-Liter-Saugmotor mit 192 kW (261 PS) Leistung hat. Ergänzend dazu bot Alpina den B7 Turbo an, der mit einem anfangs 221 kW (300 PS), später 235 kW (320 PS) leistenden turboaufgeladenen Motor über 260 km/h Höchstgeschwindigkeit erreicht.

## Technische Beschreibung
Der BMW E28 ist eine viertürige Stufenhecklimousine mit längs eingebautem Frontmotor und Hinterradantrieb. Die Karosserie ist selbsttragend. Bei einer Länge von 4620 mm ist der Wagen 1700 mm breit, 1415 mm hoch und hat einen Radstand von 2625 mm. Die Spurweite der Vorderräder beträgt 1430 mm, die der Hinterräder 1470 mm oder 1460 mm. Je nach Ausstattung wiegt der Wagen fahrfertig zwischen 1140 kg und 1410 kg (Leermasse).

### Fahrwerk
Die Vorderräder sind einzeln an MacPherson-Federbeinen mit doppeltwirkenden Stoßdämpfern und Schraubenfedern, Querlenkern und getrennten Zugstreben aufgehängt. Diese auch Doppelgelenkachse genannte Konstruktion bewirkt einen kleinen Lenkrollradius. Des Weiteren ist eine gummigelagerte Torsionsstabfeder als Stabilisator eingebaut. Die Hinterachse ist eine Schräglenkerachse. Bei den schwächeren Modellen bis zum 525i hat sie einen Pfeilwinkel von 20°, ab dem 528i sind es 13°. Dies bewirkt eine geringere Spurweitenänderung beim Ein- und Ausfedern, geringere Radsturzänderungen, reduziertes Anfahrtauchen und ein weniger von der Zuladung abhängiges Eigenlenkverhalten. Die Lenker sind an einem deltaförmigen Träger montiert, der an drei Punkten an der Karosserie gelagert ist. Die Lager des Trägers sind aus Gummi und in Längsrichtung beweglich. Die Räder werden an den Schräglenkern geführt; die Federn sind um die Dämpfer herum angeordnet. Modelle ab 528i haben an der Hinterachse einen Torsionsstabilisator.
Ab Werk waren Stahlscheibenräder und Leichtmetallscheibenräder für den E28 erhältlich. Die Standardraddimension ist 6 J × 14 H2. Es passen auch Räder mit einer um einen halben Zoll (12,7 mm) größeren oder kleineren Breite. Die Einpresstiefe beträgt bei allen Rädern +22 mm. Serienmäßig waren anfangs Stahlscheibenräder mit der kleinsten Felgenmaulweite (5½ J × 14 H2), größere Räder waren aufpreispflichtig. Später wurden größere Räder Serie. Den E28 gibt es sowohl als Links- wie auch als Rechtslenker. Die Lenkung ist serienmäßig entweder eine ZF-Kugelumlauflenkung (Kugelmutterlenkung) mit fahrgeschwindigkeitsabhängiger Servowirkung oder eine Gemmer-Lenkung von ZF mit Globoidschnecke und Zahnrolle (Schneckenrollenlenkung) beim 518 und 518i.

### Bremsanlage

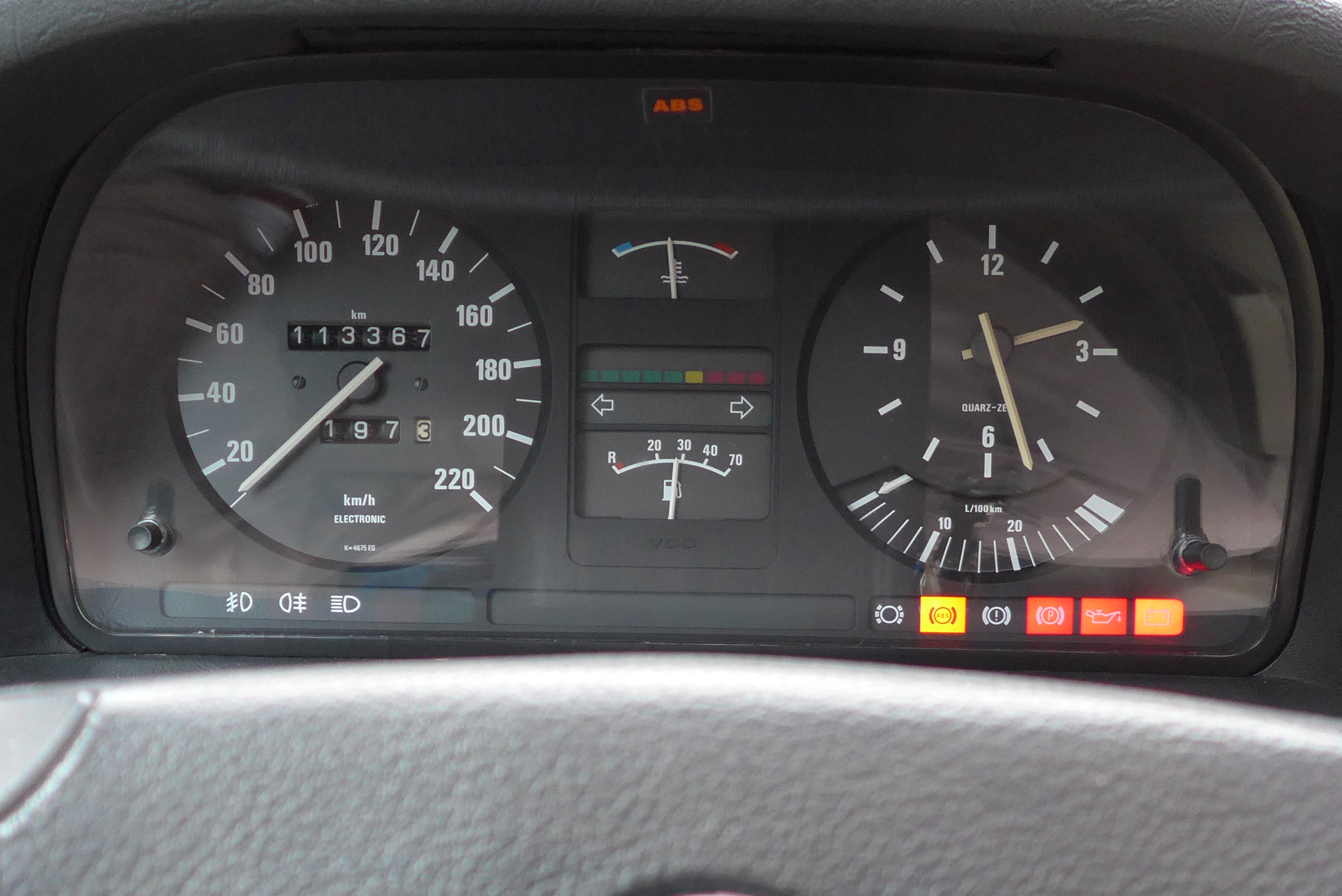
Instrumente eines 525e. E28 mit ABS haben einen ABS-Aufkleber oberhalb der Anzeigen und eine gelbe ABS-Kontrollleuchte (fünfte von rechts)

Die Bremsanlage ist eine hydraulische Diagonal-Zweikreisbremsanlage mit Bremskraftverstärker. Die Bremskraft wirkt an den Vorderrädern auf Bremsscheiben, die mit Ausnahme derer des 518 innenbelüftet sind. An den Hinterrädern sind bis 1986 bei den Modellen mit bis zu 2,4 Litern Hubraum Trommelbremsen eingebaut; ab 2,5 Litern Hubraum baute BMW von Beginn an auch hier Scheibenbremsen – allerdings nicht innenbelüftet – ein. Der Bremsscheibendurchmesser beträgt 284 mm beziehungsweise 282 mm, die Trommelbremsen haben einen Durchmesser von 250 mm. Ab Sommer 1986 verwendete BMW in allen Baureihen asbestfreie Bremsbeläge und rüstete alle Modelle – mit Ausnahme des 518i – auch an der Hinterachse mit Scheibenbremsen aus.
Um das Blockieren der Räder beim Bremsen zu verhindern, konnte der E28 gegen Aufpreis mit einem Antiblockiersystem (ABS) ausgerüstet werden (ab 528i von 1986 an Serienausstattung). Mit ABS ausgerüstete Fahrzeuge haben an den Hinterrädern ungeachtet ihrer Motorisierung stets Scheibenbremsen. Das ABS schaltet sich nach dem Umdrehen des Zündschlüssels ab dem erstmaligen Überschreiten einer Geschwindigkeit von 12 km/h automatisch ein. Danach regelt das ABS bei allen Bremsungen im Blockierbereich, wenn die Fahrzeuggeschwindigkeit einen Wert von etwa 5…7 km/h überschreitet. Bei Fehlfunktionen oder zu geringer Fahrzeugbatteriespannung (< 10,5 V) schaltet sich das ABS automatisch ab, was mit dem permanenten Aufleuchten der ABS-Kontrollleuchte in der Armaturentafel angezeigt wird.
Die Handbremse wirkt bei allen Modellen auf Bremstrommeln an den Hinterrädern.

### Kraftübertragung
Sowohl handgeschaltete Vier- und Fünfganggetriebe von Getrag als auch automatische Drei- und Viergangwandlergetriebe von ZF wurden im E28 eingebaut. Insgesamt waren vier verschiedene Fünfgang-Schaltgetriebe sowie drei Automatikgetriebe verfügbar. Bei den handgeschalteten Getrieben wird das Moment vom Motor über eine hydraulisch betätigte Einscheibentrockenkupplung mit Drehschwingungsdämpfer auf die Getriebeeingangswelle übertragen, bei den Automatikgetrieben übernimmt diese Funktion ein hydrodynamischer Drehmomentwandler.
Das Basis-Fünfgangschaltgetriebe für den 518i und 520i ist in den Vorwärtsgängen synchronisiert, nicht jedoch im Rückwärtsgang. Es ist bis einschließlich zum dritten Gang etwas länger übersetzt. Das Standardgetriebe von 525e, 525i, 528i sowie M535i hat auch einen synchronisierten Rückwärtsgang. Für den 528i, 535i und M535i war außerdem ein Sportgetriebe lieferbar, das in allen Gängen kürzer übersetzt ist, die Übersetzung des fünften Gangs entspricht dabei der des vierten Gangs des Standardgetriebes. Das Schaltschema unterscheidet sich vom normalen Getriebe, der erste Gang liegt hinten links. Der 524td hat ein im ersten und zweiten Gang besonders kurz übersetztes Schaltgetriebe, die Übersetzungen des vierten und fünften Gangs entsprechen aber dem Basisgetriebe. Beim 518 ist serienmäßig das Vierganggetriebe eingebaut, das Basis-Fünfganggetriebe war gegen Aufpreis erhältlich.
Bei den automatischen Getrieben wurde der Typ 4 HP 22 bis einschließlich 524td verwendet, der Typ 4 HP 22 EH ab dem 525e. Das Dreiganggetriebe 3 HP 22 gab es nur bis 1982. Die beiden Vierganggetriebe unterscheiden sich in der elektrohydraulischen Ansteuerung und durch eine geänderte Übersetzung in den ersten beiden Gängen. Um den Wirkungsgrad zu verbessern, wird ab ca. 2500 min−1 Motordrehzahl eine Wandlerüberbrückungskupplung zugeschaltet. Ab Werk waren keine Automatikgetriebe für 518, 518i, 524d und M5 verfügbar.
Vom Getriebe wird die Antriebskraft über eine geteilte Gelenkwelle an das Kegelrad-Hinterachsdifferenzial übertragen, von dort gelangt die Kraft über Doppelgelenkwellen an die Hinterräder. Auf Wunsch wurde auch ein Lamellenselbstsperrdifferenzial mit einem Sperrwert von 25 % eingebaut. Das Übersetzungsverhältnis des Hinterachsantriebs ist abhängig von der Motorisierung. Für bestimmte Märkte wurden die Übersetzungen kürzer oder länger gewählt.

### Motor
BMW bot alle Motoren aus dem damaligen BMW-Motorenprogramm für den E28 an. Dazu gehören der Dieselmotor M21 sowie die Ottomotoren M10, M20 und M30, inklusive den technisch darauf basierenden Sportmotoren. Diese Motoren sind, mit Ausnahme des Vierzylindermotors M10, Sechszylinderreihenmotoren und haben eine obenliegende Nockenwelle, einen Querstromzylinderkopf, Druckumlaufschmierung sowie indirekte Kraftstoffeinspritzung. Bei den Ottomotoren ist sie als Saugrohreinspritzung ausgeführt, beim Dieselmotor M21 als Wirbelkammereinspritzung; den M10 gab es im 518 auch noch mit Fallstromregistervergaser.
Die Motorsteuerung ist abhängig vom Fahrzeugmodell: Beim 525e, 528e, 533i, 535i, M535i, 535is, M5 und 520i mit Abgaskatalysator ist ein digitales Motorsteuergerät eingebaut, das zusammengefasst alle wesentlichen Funktionen des Motors steuert, wie zum Beispiel Gemischbildung, Zündung und Abgasreinigung. Die Saugrohreinspritzung dieser Modelle funktioniert nach dem Prinzip einer L-Jetronic. Bei Modellen mit Ottomotor ohne Motorsteuergerät sind Einspritzung (beziehungsweise Gemischbildung) und Zündung getrennt: Die Zündanlage ist eine Transistorzündanlage, während die Einspritzanlage ebenfalls eine elektronisch geregelte L/LE-Jetronic ist. Ausnahme sind hier frühe 520i-Modelle, die eine mechanische K-Jetronic-Einspritzanlage mit Mengenteiler haben sowie der 518 mit 2B4-Vergaser. Von 1983 bis zur Einstellung 1984 wurde der 518 mit einem elektronisch geregelten 2BE-Vergaser ausgerüstet. Die Dieselmodelle haben eine Verteilereinspritzpumpe. Alle Modelle mit elektronischer Motorsteuerung haben eine Schubabschaltung, die im Schubbetrieb bei Drehzahlen über 1200 min−1 die Kraftstoffzufuhr unterbricht.
Der Motor ist im E28 längs über der Vorderachse geneigt eingebaut, er ist vorn auf dem Vorderachsträger gelagert und hinten mit dem Getriebe verschraubt. Gekühlt werden die Motoren mit Wasser, der Kühler ist dafür bei allen Modellen ein Querstromrippenrohrkühler. Der Lüfter wird temperaturabhängig mittels Viscokupplung zugeschaltet. Sofern eine Klimaanlage eingebaut ist, hat der E28 einen weiteren elektrisch angetriebenen Lüfter. Modelle mit Automatikgetriebe haben noch einen Getriebeölkühler, der 524td und der M535i zusätzlich dazu einen Motorölkühler unterhalb des Wasserkühlers, der bei vor der Modellpflege gebauten Fahrzeugen neun charakteristische Lüftungsschlitze im Frontblech erforderlich machte. BMW verzichtete beim Turbodieselmotor M21 auf den Einsatz eines Ladeluftkühlers. Sowohl der Dieselmotor als auch der 2,7-Liter-M20-Ottomotor sind jeweils in allen Leistungsstufen mit einem Zweimassenschwungrad ausgerüstet.

### Karosserie
Der E28 hat eine selbsttragende Ganzstahlkarosserie, die mit der Bodengruppe verschweißt ist. Die Fahrgastzelle ist eine Sicherheitsfahrgastzelle mit Knautschzonen an Front und Heck. Der Kofferraum fasst 460 l, der Kraftstofftank 70 l. Der Luftwiderstandsbeiwert (cw) der Karosserie beträgt für Fahrzeuge des Bauzeitraumes 1981 bis Herbst 1984 serienmäßig 0,39 und mit aerodynamisch optimierten Rädern 0,385. Für Fahrzeuge ab Herbst 1984 ist der cw-Wert mit 0,37 angegeben; die Stirnfläche (A) des E28 beträgt 2,02 m2. Die Seitenscheiben bestehen aus Einscheibensicherheitsglas, die Frontscheibe ist aus Verbundglas hergestellt. Eine Heckscheibenheizung ist bei allen Modellen serienmäßig eingebaut.
Die Chromstoßfänger mit aufgesetzter Gummistoßleiste sind an Heck und Front in einheitlicher Stärke rundum bis an die Radhäuser gezogen. In der Fahrzeugfront hat der E28 einen schmalen, zweigeteilten Kühlergrill (BMW-Niere) und unterschiedlich große Doppelscheinwerfer. Die US-Modelle haben hingegen gleich große Scheinwerfer mit dem Durchmesser der innenliegenden Fernlichter. Eine Scheinwerferreinigungsanlage war auf Wunsch erhältlich. Die Frontblinker und Nebelscheinwerfer sitzen unterhalb des Stoßfängers in der im Vergleich zum E12 geringfügig größeren Frontschürze. Das Fahrzeugheck hat einen hohen und deutlich kantigen Abschluss sowie große Heckleuchten mit einer waagerechten Chromleiste in der Mitte. An Türen und Kotflügeln hat der E28 Stoßleisten, die einige Millimeter breiter sind als die des E12. Die Motorhaube mit Haubendämpfern ist hinten angeschlagen und überdeckt nicht die Kotflügel.

### Innenraum

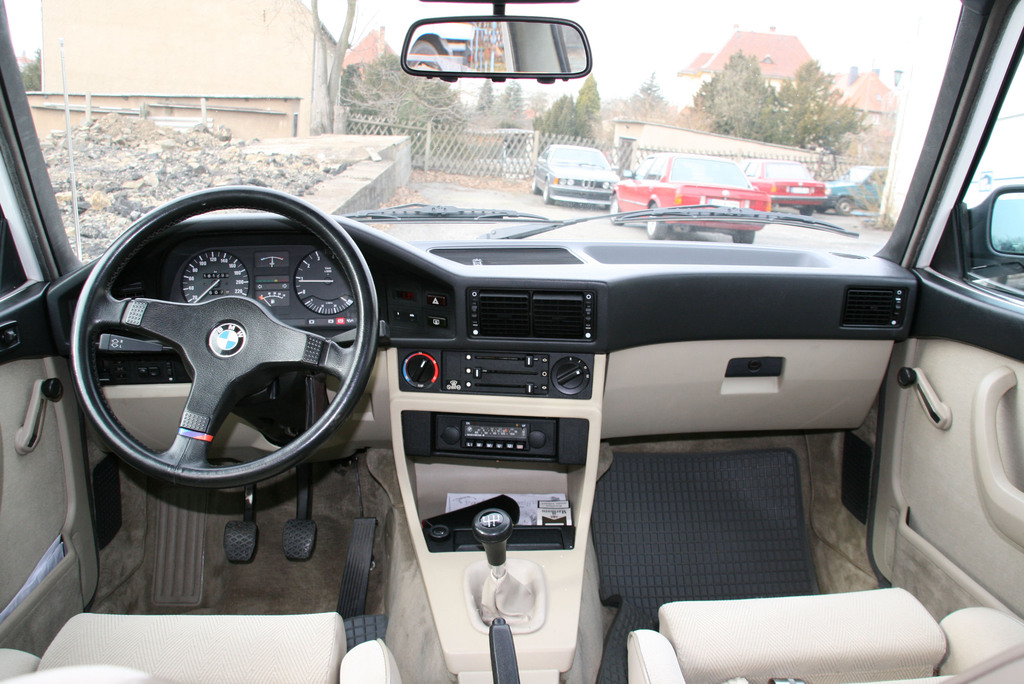
Innenraum; mit M-Sportlenkrad anstelle Serien-Vierspeichenlenkrad

Das zum Fahrer hin geneigte Armaturenbrett mit der in einigen Versionen zweiteiligen Mittelkonsole ist kantig und voluminös gestaltet und hat große schaumgepolsterte Prallflächen vor allem auf der Beifahrerseite. Das Vierspeichenlenkrad hat eine zentrale Prallplatte. Die Innentürgriffe liegen ergonomisch günstig. Im Vergleich zum E12 haben die Vordersitze des E28 eine verbesserte Polsterung und verlängerte Rückenlehnen. Sie sind einzeln manuell (oder mit entsprechender Ausstattung elektrisch) verstellbar. Im Fond hat der E28 eine einteilige Rückbank mit ausklappbarer Mittelarmlehne. Hintere Kopfstützen waren in der Serienausstattung nicht enthalten, aber auf Wunsch erhältlich.
Eine Besonderheit ist die Serviceintervallanzeige im Armaturenbrett des E28, die den nächsten Wartungszeitpunkt anzeigt. Dazu hat sie grüne, gelbe und rote Kontrollleuchten, wobei die grünen Kontrollleuchten nach und nach erlöschen, bis die gelbe und danach die roten Leuchten anzeigen, dass eine Wartung fällig ist. Zusätzlich dazu gibt es besondere Leuchten für eine Inspektion und den Ölwechsel. Der Wartungszeitpunkt wird vom Bordcomputer abhängig von verschiedenen Funktionsgrößen wie Motordrehzahl, gefahrenen Kilometern, Geschwindigkeit, Öldruck und Betriebszeit berechnet. Auch eine Anzeige des momentanen Kraftstoffverbrauchs war für den E28 verfügbar.

### Technische Besonderheiten der Eta-Modelle
Im 528e und 525e ist ein 2693-cm³-Sechszylinder-Ottomotor des Typs M20 mit einer Leistung von 90 kW (122 PS) bei 4250 min−1 eingebaut. Der rote Bereich des Drehzahlmessers beginnt bei 4500 min−1. Das maximale Drehmoment von 230 N·m bei 3250 min−1 erlaubt ein länger übersetztes Hinterachsgetriebe (2,93:1). Die Ansaugrohre sind sehr lang, um die Zylinderfüllung durch den Schwingrohreffekt bei niedrigen Drehzahlen zu verbessern. Der Motor mit Graugussmotorblock und Aluminiumzylinderkopf ist auf geringe innere Reibung hin optimiert. Durch das abgesenkte Drehzahlniveau konnten Ventilfedern mit geringerer Vorspannung verwendet werden. Auch die Kolbenringe haben eine geringe Vorspannung. Darüber hinaus hat der Motor nur vier statt sieben Nockenwellenlager. Serienmäßig ist für die Abgasreinigung im 528e ein Dreiwegekatalysator und eine Lambdaregelung eingebaut, für die eine sehr aufwändige Motorsteuerung notwendig ist, sodass ihn BMW mit einem digitalen Motorsteuergerät des Typs Bosch Motronic (DME) ausstattete. Obwohl der Motor für Normalbenzin mit einer Klopffestigkeit von 91 ROZ ausgelegt ist, ist seine Verdichtung von {\displaystyle \varepsilon =9} recht hoch. In der Ausführung für den deutschen Markt ohne Abgaskatalysator mit 92 kW (125 PS) Leistung liegt die Verdichtung mit {\displaystyle \varepsilon =11} noch einmal deutlich höher.

### Technische Besonderheiten der Modelle mit Abgaskatalysator
BMW bot den E28 ab 1985 sowohl mit als auch ohne Dreiwegekatalysator an, auch eine für den Katalysatorbetrieb vorbereitete Ausführung war ab Werk erhältlich. Da die Bodengruppe des E28 und bei den Modellen mit M30-Motor auch die Motorkomponenten nicht von vornherein für den Katalysatorbetrieb konstruiert worden waren, mussten für den Katalysator bei einigen Modellen Kompromisse eingegangen werden.
Der M535i mit Katalysator hat im Vergleich zum M535i ohne Katalysator eine von 10:1 auf 8:1 reduzierte Verdichtung, sodass er mit bleifreiem Normalbenzin (91 ROZ) klopffest arbeiten kann. Darüber hinaus sind andere Kolben eingebaut und durch eine modifizierte Nockenwelle die Ventilsteuerzeiten geändert; der Ventilöffnungswinkel wurde von 264° KW auf 260° KW reduziert, während durch eine verspätete Ventilöffnung eine leichte Ventilzeitüberschneidung erzielt wurde, die im niedrigen Drehzahlbereich die Drehmomentabgabe verbessert. Da der M30-Motor im Teillastbereich teilweise mit einer Luftzahl von {\displaystyle \lambda =1{,}2}–{\displaystyle 1{,}6} betrieben wird, was den Einsatz eines Dreiwegekatalysators unmöglich macht, musste auch die Motorsteuerung so angepasst werden, dass die Luftzahl in allen Betriebsbereichen etwa {\displaystyle \lambda =1{,}0} beträgt. Diese Maßnahmen haben eine von 160 kW (218 PS) auf 136 kW (185 PS) reduzierte Nennleistung zur Folge; in Kombination mit der von 3,07:1 auf 3,25:1 verkürzten Hinterachsübersetzung ist auch der Benzinverbrauch erheblich größer.
Der 520i war ab 1986 nur mehr mit Abgaskatalysator erhältlich. Die Motorleistung verringerte sich indes nicht, sie beträgt wie beim Modell ohne Abgaskatalysator 95 kW (129 PS). Bei den Eta-Modellen war anfangs durch den Katalysatoreinsatz die Motorleistung leicht vermindert, wurde aber später wieder erhöht. Die einzigen Modelle, die nicht mit Abgaskatalysator erhältlich waren, waren der 518 bzw. 518i, 525i, 528i und der europäische M5.

## Lackierungen
Über den Produktionszeitraum von mehr als sechs Jahren waren zahlreiche Farbvarianten erhältlich, die im Folgenden aufgeführt sind. Bei den Jahresangaben handelt es sich jeweils um die Modelljahre, die jährlich in der Regel im September wechseln. So betrifft beispielsweise das Modelljahr 1986 den Zeitraum von September 1985 bis September 1986. Die drei Farben mit den Jahresangaben von 1988 waren demnach nur in den letzten Produktionsmonaten erhältlich.
| Farbe                   | Farbcode | von    | bis    | Anmerkung                     |
| ----------------------- | -------- | ------ | ------ | ----------------------------- |
| Alpinweiß               | 146      | 1982   | 1988   |                               |
| Safaribeige             | 147      | 1982   | 1984   |                               |
| Hennarot                | 052      | 1982   | 1984   |                               |
| Savannabeige            | 187      | 1982   | 1984   | lieferbar ab 9/81             |
| Basaltblau              | 180      | 1982   | 1984   | lieferbar ab 9/81             |
| Lapisblau               | 173      | 1982   | 1987   | lieferbar ab 9/81             |
| Schwarz                 | 086      | 1982   | 1988   |                               |
| Pußtagrün               | 194      | 1982   | 1984   | lieferbar ab 9/81             |
| Kaschmir-metallic       | 143      | 1982   | 1983   |                               |
| Brasilbraun-metallic    | 154      | 1982   | 1983   |                               |
| Polaris-metallic        | 060      | 1982   | 1986   |                               |
| Ascotgrau-metallic      | 151      | 1982   | 1983   |                               |
| Saphirblau-metallic     | 149      | 1982   | 1984   |                               |
| Balticblau-metallic     | 178      | 1982   | 1984   |                               |
| Opalgrün-metallic       | 171      | 1982   | 1984   |                               |
| Zypressengrün-metallic  | 152      | 1982   | 1983   |                               |
| Kastanienrot-metallic   | 157      | 1982   | 1983   |                               |
| Graphit-metallic        | 087      | 1982   | 1984   |                               |
| Arktisblau-metallic     | 045      | 1982   | 1986   |                               |
| Bronzitbeige-metallic   | 139      | 1983   | 1988   |                               |
| Bahamabeige-metallic    | 170      | 1983   | 1986   |                               |
| Delphin-metallic        | 184      | 1983   | 1988   |                               |
| Achatgrün-metallic      | 177      | 1983   | 1986   |                               |
| Burgundrot-metallic     | 199      | 1983   | 1988   |                               |
| Gazellenbeige           | 128      | 1985   | 1987   |                               |
| Zinnoberrot             | 138      | 1985   | 1987   |                               |
| Karminrot               | 172      | 1985   | 1987   |                               |
| Saturnblau              | 176      | 1985   | 1987   |                               |
| Akaziengrün             | 179      | 1985   | 1986   |                               |
| Cosmosblau-metallic     | 185      | 1985   | 1986   |                               |
| Platanengrün-metallic   | 188      | 1985   | 1986   |                               |
| Zobelbraun-metallic     | 196      | 1985   | 1986   |                               |
| Diamantschwarz-metallic | 181      | 1985   | 1988   |                               |
| Burgundrot II-metallic  | 214      | 1987   | 1987   | Entfall noch im Modelljahr 87 |
| Luxorbeige-metallic     | 219      | 1987   | 1988   |                               |
| Lachssilber-metallic    | 203      | 1987   | 1988   |                               |
| Cirrusblau-metallic     | 189      | 1987   | 1988   |                               |
| Royalblau-metallic      | 198      | 1987   | 1988   |                               |
| Smaragdgrün-metallic    | 182      | 1987   | 1987   |                               |
| Malchitgrün-metallic    | 205      | 1987   | 1988   |                               |
| Nerzbraun-metallic      | 212      | 1987   | 1988   |                               |
| Atlantisblau            | 207      | 1988   | 1988   |                               |
| Weinrot                 | 224      | 1988   | 1988   |                               |
| Mineralblau             | 231      | 1988   | 1988   |                               |
| Beleg                   | [ 83 ]   | [ 83 ] | [ 83 ] | [ 83 ]                        |

## Technische Daten der Motorisierungen

### 518 – 525e
| Modell                                   | 518 | 518 | 518i | 520i | 520i | 520i | 520i | 520i | 525e | 525e | 525e | 525e | 525e |
| ---------------------------------------- | --- | --- | --- | --- | --- | --- | --- | --- | --- | --- | --- | --- | --- |
| Ausführung                               | DE | DE | CH, DE | DE | CH | DE | DE | AT | DE | DE | DE | AT | DE |
| Motortyp                                 | BMW M10 | BMW M10 | BMW M10 | BMW M20 | BMW M20 | BMW M20 | BMW M20 | BMW M20 | BMW M20 | BMW M20 | BMW M20 | BMW M20 | BMW M20 |
| Bauart                                   | Flüssigkeitsgekühlter Reihenvierzylinder-Ottomotor mit Querstromzylinderkopf, SOHC-Ventilsteuerung, rollenkettengetriebener Nockenwelle, Ventilbetätigung über Kipphebel und zwei Ventile je Zylinder | Flüssigkeitsgekühlter Reihenvierzylinder-Ottomotor mit Querstromzylinderkopf, SOHC-Ventilsteuerung, rollenkettengetriebener Nockenwelle, Ventilbetätigung über Kipphebel und zwei Ventile je Zylinder | Flüssigkeitsgekühlter Reihenvierzylinder-Ottomotor mit Querstromzylinderkopf, SOHC-Ventilsteuerung, rollenkettengetriebener Nockenwelle, Ventilbetätigung über Kipphebel und zwei Ventile je Zylinder | Flüssigkeitsgekühlter Reihensechszylinder-Ottomotor mit Querstromzylinderkopf, SOHC-Ventilsteuerung, zahnriemengetriebener Nockenwelle, Ventilbetätigung über Kipphebel und zwei Ventile je Zylinder | Flüssigkeitsgekühlter Reihensechszylinder-Ottomotor mit Querstromzylinderkopf, SOHC-Ventilsteuerung, zahnriemengetriebener Nockenwelle, Ventilbetätigung über Kipphebel und zwei Ventile je Zylinder | Flüssigkeitsgekühlter Reihensechszylinder-Ottomotor mit Querstromzylinderkopf, SOHC-Ventilsteuerung, zahnriemengetriebener Nockenwelle, Ventilbetätigung über Kipphebel und zwei Ventile je Zylinder | Flüssigkeitsgekühlter Reihensechszylinder-Ottomotor mit Querstromzylinderkopf, SOHC-Ventilsteuerung, zahnriemengetriebener Nockenwelle, Ventilbetätigung über Kipphebel und zwei Ventile je Zylinder | Flüssigkeitsgekühlter Reihensechszylinder-Ottomotor mit Querstromzylinderkopf, SOHC-Ventilsteuerung, zahnriemengetriebener Nockenwelle, Ventilbetätigung über Kipphebel und zwei Ventile je Zylinder | Flüssigkeitsgekühlter Reihensechszylinder-Ottomotor mit Querstromzylinderkopf, SOHC-Ventilsteuerung, zahnriemengetriebener Nockenwelle, Ventilbetätigung über Kipphebel und zwei Ventile je Zylinder | Flüssigkeitsgekühlter Reihensechszylinder-Ottomotor mit Querstromzylinderkopf, SOHC-Ventilsteuerung, zahnriemengetriebener Nockenwelle, Ventilbetätigung über Kipphebel und zwei Ventile je Zylinder | Flüssigkeitsgekühlter Reihensechszylinder-Ottomotor mit Querstromzylinderkopf, SOHC-Ventilsteuerung, zahnriemengetriebener Nockenwelle, Ventilbetätigung über Kipphebel und zwei Ventile je Zylinder | Flüssigkeitsgekühlter Reihensechszylinder-Ottomotor mit Querstromzylinderkopf, SOHC-Ventilsteuerung, zahnriemengetriebener Nockenwelle, Ventilbetätigung über Kipphebel und zwei Ventile je Zylinder | Flüssigkeitsgekühlter Reihensechszylinder-Ottomotor mit Querstromzylinderkopf, SOHC-Ventilsteuerung, zahnriemengetriebener Nockenwelle, Ventilbetätigung über Kipphebel und zwei Ventile je Zylinder |
| Aufladung                                | Freisaugend | Freisaugend | Freisaugend | Freisaugend mit Resonanzaufladung | Freisaugend mit Resonanzaufladung | Freisaugend mit Resonanzaufladung | Freisaugend mit Resonanzaufladung | Freisaugend mit Resonanzaufladung | Freisaugend mit Resonanzaufladung | Freisaugend mit Resonanzaufladung | Freisaugend mit Resonanzaufladung | Freisaugend mit Resonanzaufladung | Freisaugend mit Resonanzaufladung |
| Gemischbildung                           | Vergaser | Vergaser | Mehrpunkt-Saugrohreinspritzung | Mehrpunkt-Saugrohreinspritzung | Mehrpunkt-Saugrohreinspritzung | Mehrpunkt-Saugrohreinspritzung | Mehrpunkt-Saugrohreinspritzung | Mehrpunkt-Saugrohreinspritzung | Mehrpunkt-Saugrohreinspritzung | Mehrpunkt-Saugrohreinspritzung | Mehrpunkt-Saugrohreinspritzung | Mehrpunkt-Saugrohreinspritzung | Mehrpunkt-Saugrohreinspritzung |
| Motorsteuerung                           | Mechanisch geregelter Fallstromregistervergaser Pierburg 2B4, Transistorzündanlage | Elektronisch geregelter Fallstromregistervergaser Pierburg 2BE, Transistorzündanlage | Elektronische Einspritzanlage Bosch LE-Jetronic, Transistorzündanlage | Mechanische Einspritzanlage Bosch K-Jetronic, Transistorzündanlage | Elektronische Einspritzanlage Bosch L-Jetronic, Transistorzündanlage | Elektronische Einspritzanlage Bosch LE-Jetronic, Transistorzündanlage | Digitales Motorsteuergerät Bosch Motronic (DME 1.1) | Elektronische Einspritzanlage Bosch L-Jetronic, Transistorzündanlage | Digitales Motorsteuergerät Bosch Motronic (DME 1.1) | Digitales Motorsteuergerät Bosch Motronic (DME 1.1) | Digitales Motorsteuergerät Bosch Motronic (DME 1.1) | Digitales Motorsteuergerät Bosch Motronic (DME 1.1) | Digitales Motorsteuergerät Bosch Motronic (DME 1.1) |
| Bohrung × Hub                            | 89 mm × 71 mm | 89 mm × 71 mm | 89 mm × 71 mm | 80 mm × 66 mm | 80 mm × 66 mm | 80 mm × 66 mm | 80 mm × 66 mm | 80 mm × 66 mm | 84 mm × 81 mm | 84 mm × 81 mm | 84 mm × 81 mm | 84 mm × 81 mm | 84 mm × 81 mm |
| Hubraum                                  | 1766 cm³ | 1766 cm³ | 1766 cm³ | 1990 cm³ | 1990 cm³ | 1990 cm³ | 1990 cm³ | 1990 cm³ | 2693 cm³ | 2693 cm³ | 2693 cm³ | 2693 cm³ | 2693 cm³ |
| Verdichtung {\displaystyle \varepsilon } | 9,5 | 9,5 | 9,5 | 9,8 | 9,4 | 9,8 | 8,8 | 9,8 | 11 | 10,2 | 9 | 10,2 | 8,5 |
| Nennleistung (DIN 70020)                 | 66 kW bei 5500 min−1 | 66 kW bei 5500 min−1 | 77 kW bei 5800 min−1 | 92 kW bei 5800 min−1 | 92 kW bei 5800 min−1 | 95 kW bei 6000 min−1 | 95 kW bei 6000 min−1 | 88 kW bei 5800 min−1 | 92 kW bei 4250 min−1 | 95 kW bei 4250 min−1 | 90 kW bei 4250 min−1 | 88 kW bei 4250 min−1 | 95 kW bei 4800 min−1 |
| Max. Drehmoment (DIN 70020)              | 140 N·m bei 4000 min−1 | 140 N·m bei 4000 min−1 | 145 N·m bei 4500 min−1 | 165 N·m bei 4500 min−1 | 170 N·m bei 4000 min−1 | 174 N·m bei 4000 min−1 | 164 N·m bei 4300 min−1 | 174 N·m bei 4000 min−1 | 240 N·m bei 3250 min−1 | 240 N·m bei 3250 min−1 | 230 N·m bei 3250 min−1 | 240 N·m bei 3250 min−1 | 230 N·m bei 3200 min−1 |
| Abgasreinigung                           | Keine | Keine | Keine | Keine | Keine | Keine | Dreiwegekatalysator mit Lambdaregelung | Keine | Keine | Keine | Dreiwegekatalysator mit Lambdaregelung | Keine | Dreiwegekatalysator mit Lambdaregelung |
| Belege                                   | [ 6 ] | [ 15 ] | [ 84 ] [ 49 ] | [ 6 ] | [ 85 ] | [ 84 ] | [ 86 ] | [ 26 ] | [ 87 ] | [ 84 ] | [ 26 ] | [ 84 ] [ 87 ] | [ 88 ] [ 82 ] |

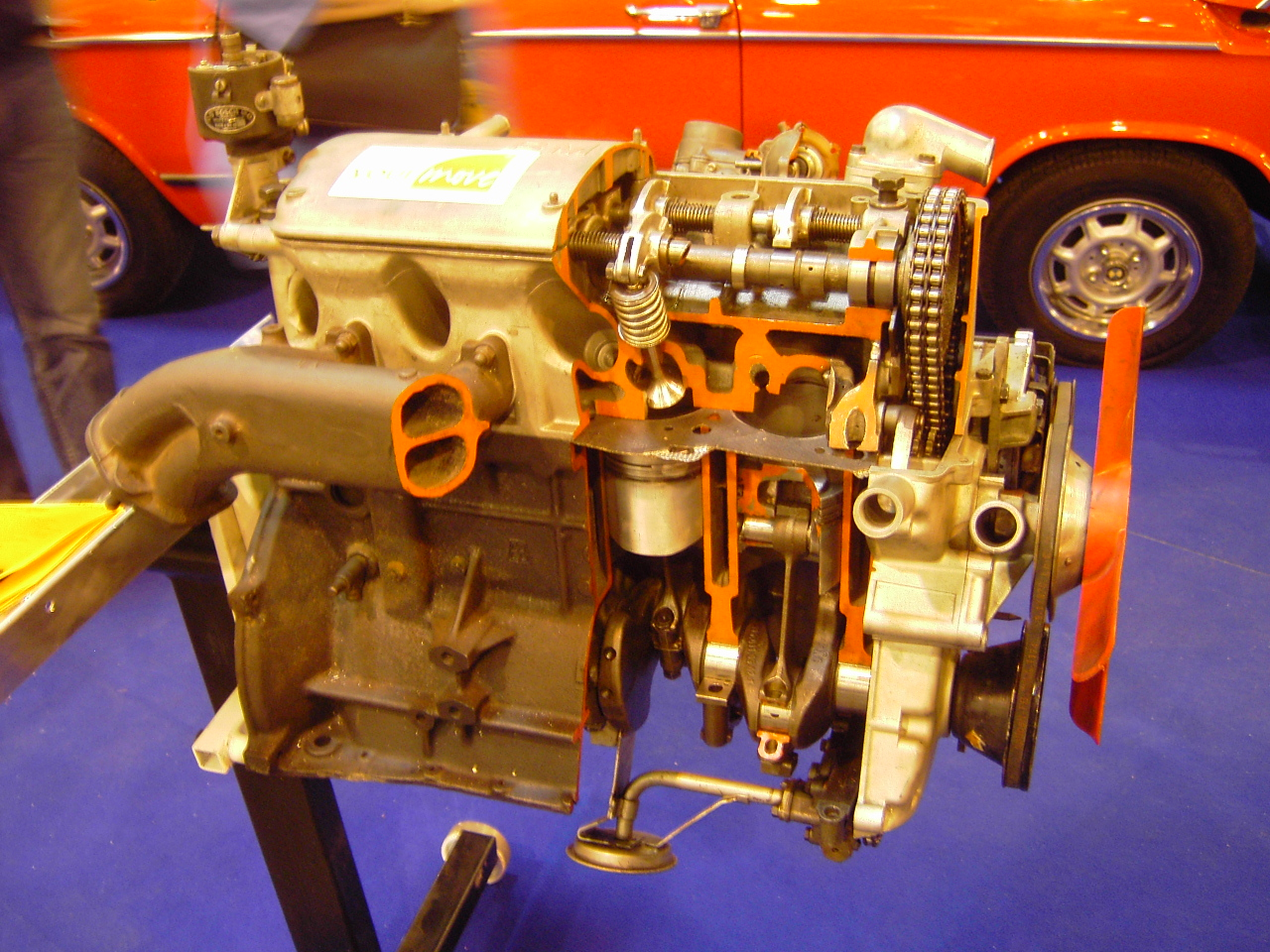
Schnittmodell eines BMW M10
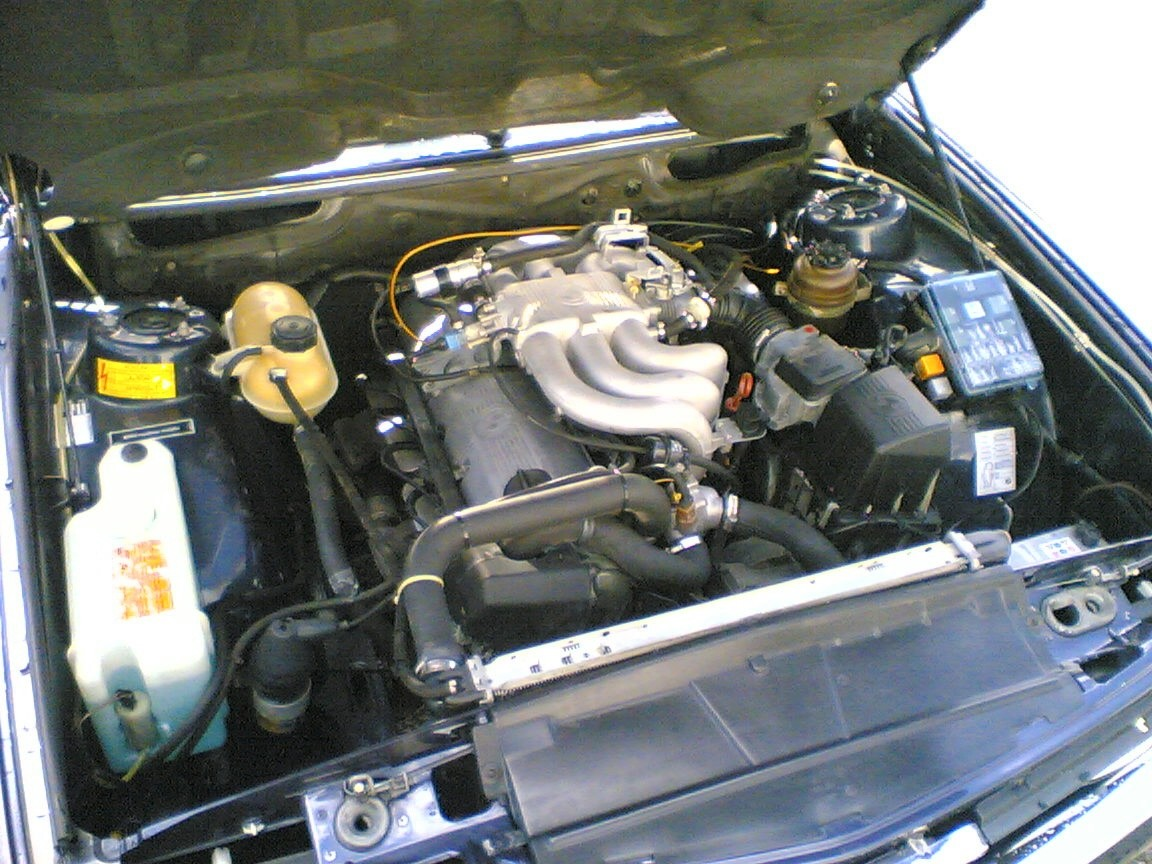
M20-Motor im 525e

### 525i – M5
| Modell                                   | 525i | 528e | 528i | 533i | 535i | 535i | 535i | M535i | M535i | M535i | 535is | M5 | M5 |
| ---------------------------------------- | --- | --- | --- | --- | --- | --- | --- | --- | --- | --- | --- | --- | --- |
| Ausführung                               | DE | US | DE | US | DE | DE | CH | DE | DE | CH | US | DE | US |
| Motortyp                                 | BMW M30 | BMW M20 | BMW M30 | BMW M30 | BMW M30 | BMW M30 | BMW M30 | BMW M30 | BMW M30 | BMW M30 | BMW M30 | BMW M88/3 | BMW S38 |
| Bauart                                   | Flüssigkeitsgekühlter Reihensechszylinder-Ottomotor mit Querstromzylinderkopf, SOHC-Ventilsteuerung, rollenkettengetriebener Nockenwelle, Ventilbetätigung über Kipphebel und zwei Ventile je Zylinder | Flüssigkeitsgekühlter Reihensechszylinder-Ottomotor mit Querstromzylinderkopf, SOHC-Ventilsteuerung, zahnriemengetriebener Nockenwelle, Ventilbetätigung über Kipphebel und zwei Ventile je Zylinder | Flüssigkeitsgekühlter Reihensechszylinder-Ottomotor mit Querstromzylinderkopf, SOHC-Ventilsteuerung, rollenkettengetriebener Nockenwelle, Ventilbetätigung über Kipphebel und zwei Ventile je Zylinder | Flüssigkeitsgekühlter Reihensechszylinder-Ottomotor mit Querstromzylinderkopf, SOHC-Ventilsteuerung, rollenkettengetriebener Nockenwelle, Ventilbetätigung über Kipphebel und zwei Ventile je Zylinder | Flüssigkeitsgekühlter Reihensechszylinder-Ottomotor mit Querstromzylinderkopf, SOHC-Ventilsteuerung, rollenkettengetriebener Nockenwelle, Ventilbetätigung über Kipphebel und zwei Ventile je Zylinder | Flüssigkeitsgekühlter Reihensechszylinder-Ottomotor mit Querstromzylinderkopf, SOHC-Ventilsteuerung, rollenkettengetriebener Nockenwelle, Ventilbetätigung über Kipphebel und zwei Ventile je Zylinder | Flüssigkeitsgekühlter Reihensechszylinder-Ottomotor mit Querstromzylinderkopf, SOHC-Ventilsteuerung, rollenkettengetriebener Nockenwelle, Ventilbetätigung über Kipphebel und zwei Ventile je Zylinder | Flüssigkeitsgekühlter Reihensechszylinder-Ottomotor mit Querstromzylinderkopf, SOHC-Ventilsteuerung, rollenkettengetriebener Nockenwelle, Ventilbetätigung über Kipphebel und zwei Ventile je Zylinder | Flüssigkeitsgekühlter Reihensechszylinder-Ottomotor mit Querstromzylinderkopf, SOHC-Ventilsteuerung, rollenkettengetriebener Nockenwelle, Ventilbetätigung über Kipphebel und zwei Ventile je Zylinder | Flüssigkeitsgekühlter Reihensechszylinder-Ottomotor mit Querstromzylinderkopf, SOHC-Ventilsteuerung, rollenkettengetriebener Nockenwelle, Ventilbetätigung über Kipphebel und zwei Ventile je Zylinder | Flüssigkeitsgekühlter Reihensechszylinder-Ottomotor mit Querstromzylinderkopf, SOHC-Ventilsteuerung, rollenkettengetriebener Nockenwelle, Ventilbetätigung über Kipphebel und zwei Ventile je Zylinder | Flüssigkeitsgekühlter Reihensechszylinder-Ottomotor mit Querstromzylinderkopf, DOHC-Ventilsteuerung, rollenkettengetriebenen Nockenwellen und vier Ventilen je Zylinder | Flüssigkeitsgekühlter Reihensechszylinder-Ottomotor mit Querstromzylinderkopf, DOHC-Ventilsteuerung, rollenkettengetriebenen Nockenwellen und vier Ventilen je Zylinder |
| Aufladung                                | Freisaugend | Freisaugend mit Resonanzaufladung | Freisaugend | Freisaugend | Freisaugend | Freisaugend | Freisaugend | Freisaugend | Freisaugend | Freisaugend | Freisaugend | Freisaugend | Freisaugend |
| Gemischbildung                           | Mehrpunkt-Saugrohreinspritzung | Mehrpunkt-Saugrohreinspritzung | Mehrpunkt-Saugrohreinspritzung | Mehrpunkt-Saugrohreinspritzung | Mehrpunkt-Saugrohreinspritzung | Mehrpunkt-Saugrohreinspritzung | Mehrpunkt-Saugrohreinspritzung | Mehrpunkt-Saugrohreinspritzung | Mehrpunkt-Saugrohreinspritzung | Mehrpunkt-Saugrohreinspritzung | Mehrpunkt-Saugrohreinspritzung | Mehrpunkt-Saugrohreinspritzung | Mehrpunkt-Saugrohreinspritzung |
| Motorsteuerung                           | Elektronische Einspritzanlage Bosch L-Jetronic, Transistorzündanlage | Digitales Motorsteuergerät Bosch Motronic (DME 1.1) | Elektronische Einspritzanlage Bosch L-Jetronic, Transistorzündanlage | Digitales Motorsteuergerät Bosch Motronic | Digitales Motorsteuergerät Bosch Motronic | Digitales Motorsteuergerät Bosch Motronic | Digitales Motorsteuergerät Bosch Motronic | Digitales Motorsteuergerät Bosch Motronic | Digitales Motorsteuergerät Bosch Motronic | Digitales Motorsteuergerät Bosch Motronic | Digitales Motorsteuergerät Bosch Motronic | Digitales Motorsteuergerät Bosch Motronic | Digitales Motorsteuergerät Bosch Motronic |
| Bohrung × Hub                            | 86 mm × 71,6 mm | 84 mm × 81 mm | 86 mm × 80 mm | 89 mm × 86 mm | 92 mm × 86 mm | 92 mm × 86 mm | 92 mm × 86 mm | 92 mm × 86 mm | 92 mm × 86 mm | 92 mm × 86 mm | 92 mm × 86 mm | 93,4 mm × 84 mm | 93,4 mm × 84 mm |
| Hubraum                                  | 2494 cm³ | 2693 cm³ | 2788 cm³ | 3210 cm³ | 3430 cm³ | 3430 cm³ | 3430 cm³ | 3430 cm³ | 3430 cm³ | 3430 cm³ | 3430 cm³ | 3453 cm³ | 3453 cm³ |
| Verdichtung {\displaystyle \varepsilon } | 9,6 | 9 | 9,3 | 8,8 | 10 | 8 | 10 | 10 | 8 | 10 | 8 | 10,5 | 9,8 |
| Nennleistung (DIN 70020)                 | 110 kW bei 5500 min−1 | 90 kW bei 4250 min−1 | 135 kW bei 5800 min−1 | 135 kW bei 6000 min−1 | 160 kW bei 5500 min−1 | 136 kW bei 5400 min−1 | 150 kW bei 5500 min−1 | 160 kW bei 5500 min−1 | 136 kW bei 5400 min−1 | 150 kW bei 5500 min−1 | 136 kW bei 5400 min−1 | 210 kW bei 6500 min−1 | 191 kW bei 6500 min−1 |
| Max. Drehmoment (DIN 70020)              | 215 N·m bei 4000 min−1 | 230 N·m bei 3250 min−1 | 240 N·m bei 4200 min−1 | 264 N·m bei 4000 min−1 | 310 N·m bei 4000 min−1 | 290 N·m bei 4000 min−1 | 310 N·m bei 4000 min−1 | 310 N·m bei 4000 min−1 | 290 N·m bei 4000 min−1 | 310 N·m bei 4000 min−1 | 290 N·m bei 4000 min−1 | 340 N·m bei 4500 min−1 | 330 N·m bei 4500 min−1 |
| Abgasreinigung                           | Keine | Dreiwegekatalysator mit Lambdaregelung | Keine | Dreiwegekatalysator mit Lambdaregelung | Keine | Dreiwegekatalysator mit Lambdaregelung | Keine | Keine | Dreiwegekatalysator mit Lambdaregelung | Keine | Dreiwegekatalysator mit Lambdaregelung | Keine | Dreiwegekatalysator mit Lambdaregelung |
| Belege                                   | [ 84 ] [ 6 ] | [ 18 ] [ 80 ] | [ 84 ] [ 6 ] | [ 18 ] | [ 84 ] | [ 84 ] [ 89 ] | [ 90 ] | [ 84 ] | [ 84 ] [ 89 ] | [ 90 ] | [ 91 ] | [ 59 ] | [ 33 ] |

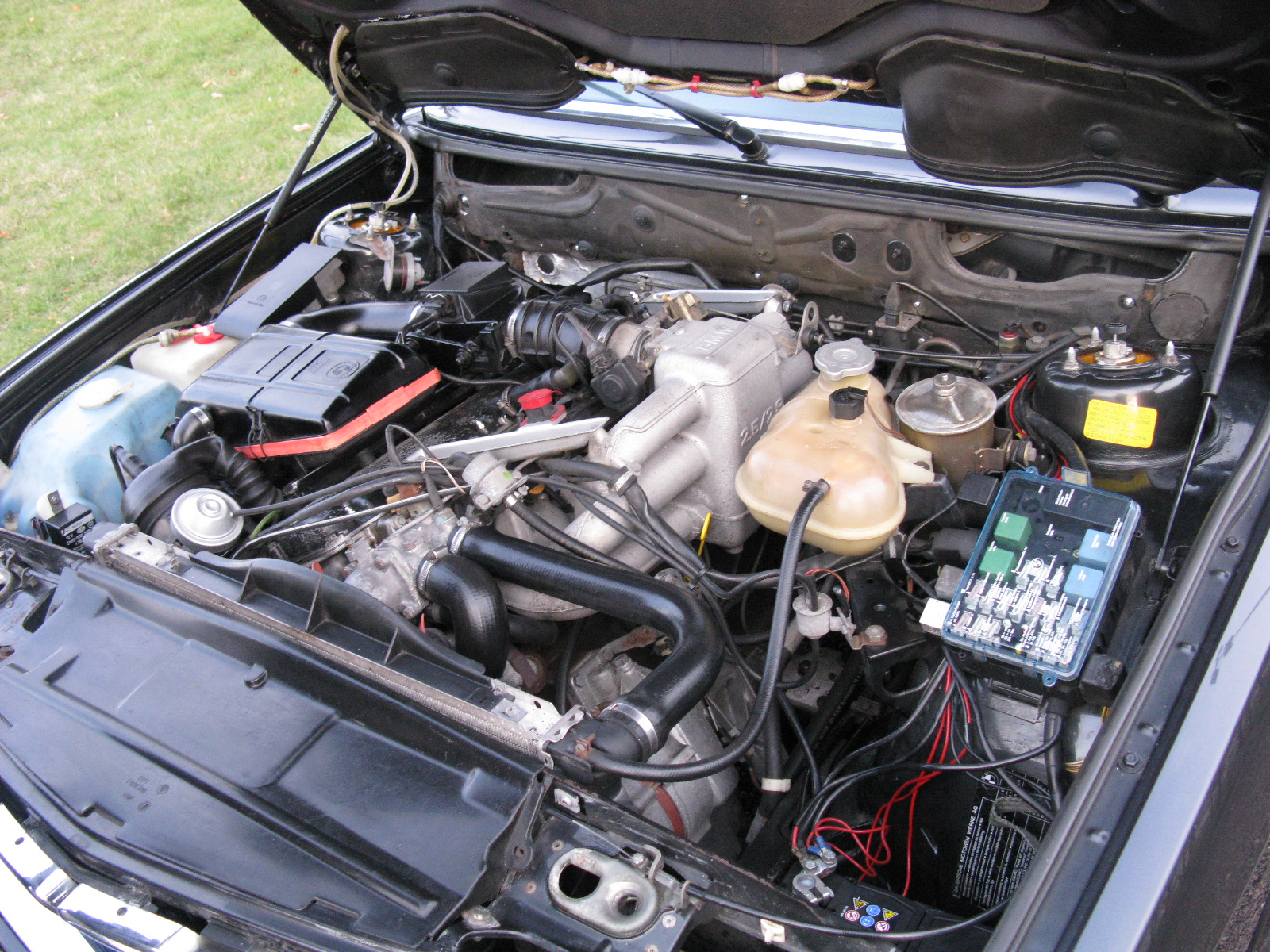
M30-Motor im 528i
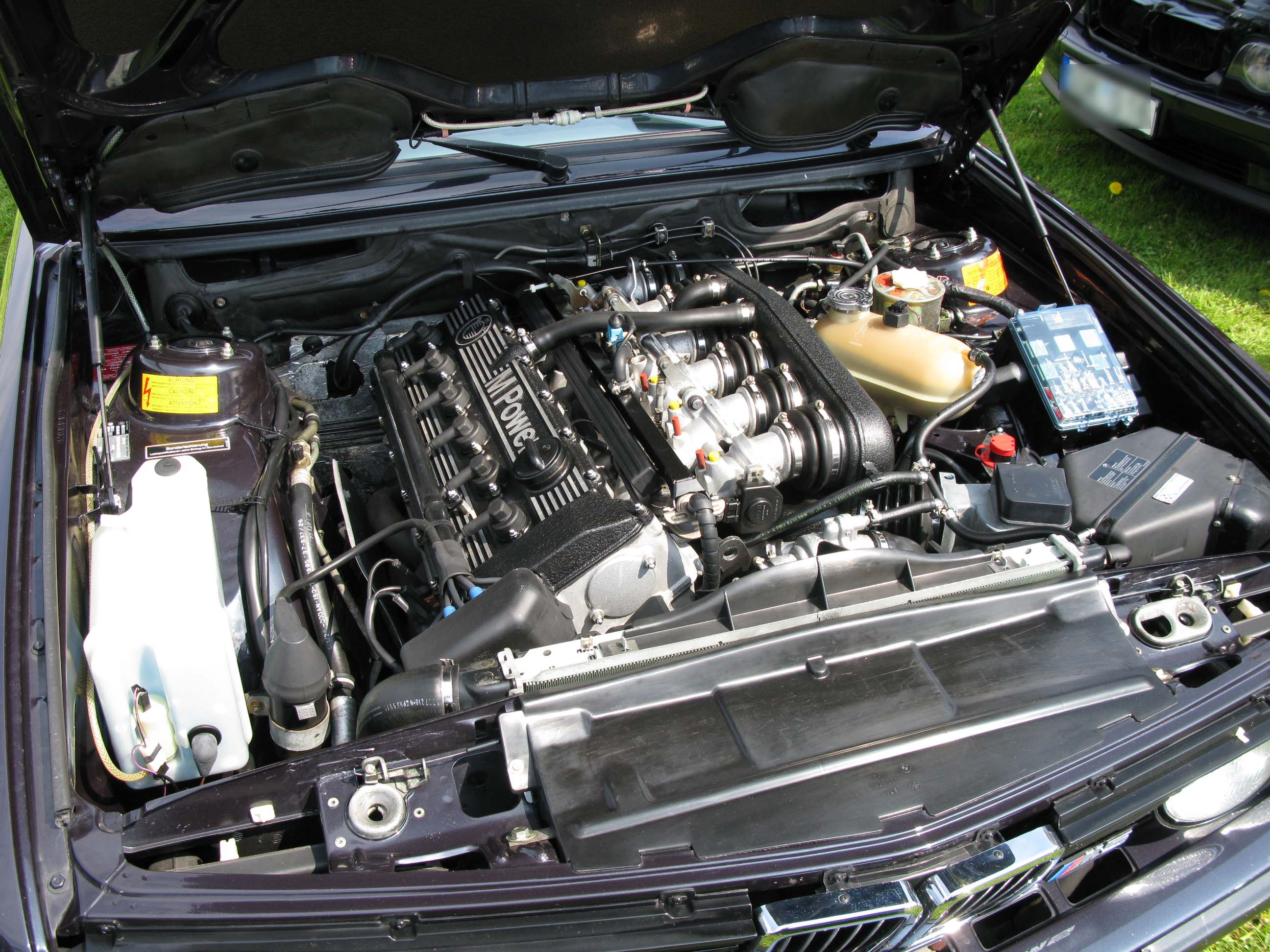
M88/3-Motor im BMW M5

### 524d – 524td
| Modell                                   | 524d | 524td |
| ---------------------------------------- | --- | --- |
| Ausführung                               | FR, IT, DE | DE |
| Motortyp                                 | BMW M21 | BMW M21 |
| Bauart                                   | Flüssigkeitsgekühlter Reihensechszylinder-Dieselmotor mit Querstromzylinderkopf, SOHC-Ventilsteuerung, zahnriemengetriebener Nockenwelle, Ventilbetätigung über Schlepphebel und zwei Ventile je Zylinder | Flüssigkeitsgekühlter Reihensechszylinder-Dieselmotor mit Querstromzylinderkopf, SOHC-Ventilsteuerung, zahnriemengetriebener Nockenwelle, Ventilbetätigung über Schlepphebel und zwei Ventile je Zylinder |
| Aufladung                                | Freisaugend | Garrett-Abgasturbolader T03 mit Wastegatesteuerung, kein LLK |
| Gemischbildung                           | Wirbelkammereinspritzung mit VEP | Wirbelkammereinspritzung mit VEP |
| Motorsteuerung                           | Mechanische Motorsteuerung | Mechanische Motorsteuerung |
| Bohrung × Hub                            | 80 mm × 81 mm | 80 mm × 81 mm |
| Hubraum                                  | 2443 cm³ | 2443 cm³ |
| Verdichtung {\displaystyle \varepsilon } | 22 | 22 |
| Nennleistung (DIN 70020)                 | 63 kW bei 4600 min−1 | 85 kW bei 4800 min−1 |
| Max. Drehmoment (DIN 70020)              | 152 N·m bei 2500 min−1 | 210 N·m bei 2400 min−1 |
| Enddrehzahl                              | 5150 min−1 | 5300 min−1 |
| Abgasreinigung                           | Keine | Keine |
| Belege                                   | [ 57 ] | [ 26 ] |

### Tuningfahrzeuge auf E28-Basis
| Modell                                   | Alpina B9 3,5                                                               | AC Schnitzer S3.5                                                           | Alpina B7 Turbo                                                             | Alpina B7 Turbo                                                             |
| ---------------------------------------- | --------------------------------------------------------------------------- | --------------------------------------------------------------------------- | --------------------------------------------------------------------------- | --------------------------------------------------------------------------- |
| Motortyp                                 | BMW M30                                                                     | BMW M30                                                                     | BMW M30                                                                     | BMW M30                                                                     |
| Bauart                                   | Flüssigkeitsgekühlter Reihensechszylinder-Ottomotor mit OHC-Ventilsteuerung | Flüssigkeitsgekühlter Reihensechszylinder-Ottomotor mit OHC-Ventilsteuerung | Flüssigkeitsgekühlter Reihensechszylinder-Ottomotor mit OHC-Ventilsteuerung | Flüssigkeitsgekühlter Reihensechszylinder-Ottomotor mit OHC-Ventilsteuerung |
| Aufladung                                | Freisaugend                                                                 | Freisaugend                                                                 | Abgasturbolader mit Ladeluftkühler                                          | Abgasturbolader mit Ladeluftkühler                                          |
| Gemischbildung                           | Mehrpunkt-Saugrohreinspritzung                                              | Mehrpunkt-Saugrohreinspritzung                                              | Mehrpunkt-Saugrohreinspritzung                                              | Mehrpunkt-Saugrohreinspritzung                                              |
| Motorsteuerung                           | Digitales Motorsteuergerät Bosch Motronic                                   | Digitales Motorsteuergerät Bosch Motronic                                   | Digitales Motorsteuergerät Bosch Motronic                                   | Digitales Motorsteuergerät Bosch Motronic                                   |
| Bohrung × Hub                            | 93,4 mm × 84 mm                                                             | 93,4 mm × 84 mm                                                             | 93,4 mm × 84 mm                                                             | 93,4 mm × 84 mm                                                             |
| Hubraum                                  | 3453 cm³                                                                    | 3453 cm³                                                                    | 3430 cm³                                                                    | 3430 cm³                                                                    |
| Verdichtung {\displaystyle \varepsilon } |                                                                             | 9,8                                                                         | 8,0                                                                         |                                                                             |
| Nennleistung (DIN 70020)                 | 180 kW bei 5700 min−1                                                       | 180 kW bei 5750 min−1                                                       | 221 kW bei 5800 min−1                                                       | 235 kW                                                                      |
| Max. Drehmoment (DIN 70020)              | 320 N·m bei 4500 min−1                                                      | 327 N·m bei 4250 min−1                                                      | 450 N·m bei 3000 min−1                                                      | 520 N·m bei 2400 min−1                                                      |
| Abgasreinigung                           | Keine                                                                       | Keine                                                                       | Keine                                                                       | Dreiwegekatalysator mit Lambdaregelung                                      |
| Belege                                   | [ 63 ]                                                                      | [ 62 ]                                                                      | [ 65 ]                                                                      | [ 65 ]                                                                      |

## Technische Daten der Getriebe
| Kennwerte | 4-Gang-Getriebe Getrag 242 (518, 518i) | 5-Gang-Getriebe Getrag 240 (518i, 520i) | 5-Gang-Getriebe Getrag 260 (525e, 525i, 528i, 535i, M535i) | 5-Gang-Getriebe Getrag 260 (524td) | 5-Gang-Sportgetriebe Getrag 280 (528i, 535i, M535i) | 5-Gang-Sportgetriebe Getrag 280 (M5) | 3-Stufen-Automatikgetriebe ZF 3 HP 22 (528e, 528i) | 4-Stufen-Automatikgetriebe ZF 4 HP 22 (518i, 520i, 524td) | 4-Stufen-Automatikgetriebe ZF 4 HP 22 EH (525e, 525i, 528i, 535i, M535i) |
| 1. Gang   | 3,764                                  | 3,72                                    | 3,83                                                       | 4,35                               | 3,72                                                | 3,51                                 | 2,478                                              | 2,73                                                      | 2,48                                                                     |
| 2. Gang   | 2,043                                  | 2,02                                    | 2,20                                                       | 2,33                               | 2,40                                                | 2,08                                 | 1,478                                              | 1,56                                                      | 1,48                                                                     |
| 3. Gang   | 1,32                                   | 1,32                                    | 1,40                                                       | 1,39                               | 1,77                                                | 1,35                                 | 1,00                                               | 1,00                                                      | 1,00                                                                     |
| 4. Gang   | 1,00                                   | 1,00                                    | 1,00                                                       | 1,00                               | 1,26                                                | 1,00                                 | −                                                  | 0,73                                                      | 0,73                                                                     |
| 5. Gang   | –                                      | 0,81                                    | 0,81                                                       | 0,81                               | 1,00                                                | 0,81                                 | –                                                  | –                                                         | –                                                                        |
| R.-Gang   | 4,096                                  | 3,45                                    | 3,46                                                       | 3,73                               | 4,23                                                | 3,71                                 | 2,09                                               | 2,09                                                      | 2,09                                                                     |
| Belege    | [ 70 ]                                 | [ 26 ]                                  | [ 26 ]                                                     | [ 26 ]                             | [ 26 ]                                              | [ 59 ]                               | [ 80 ]                                             | [ 26 ]                                                    | [ 26 ]                                                                   |

## Fahrleistungen
| Kenngrößen                                                 | 518                                             | 518i                                            | 520i                                            | 525e                                            | 525e Kat.                        | 525i                                            | 528i                                            | 535i                                            | 535i Kat.                        | M535i                                           | M535i Kat.                       | 524td                             | 524d                              | M5                                              |
| ---------------------------------------------------------- | ----------------------------------------------- | ----------------------------------------------- | ----------------------------------------------- | ----------------------------------------------- | -------------------------------- | ----------------------------------------------- | ----------------------------------------------- | ----------------------------------------------- | -------------------------------- | ----------------------------------------------- | -------------------------------- | --------------------------------- | --------------------------------- | ----------------------------------------------- |
| Vmax (km/h)                                                | 164                                             | 175                                             | 190 (184)                                       | 190 (184)                                       | 188 (183)                        | 201 (195)                                       | 215 (208)                                       | 225 (219)                                       | 212 (207)                        | 230 (223)                                       | 217 (211)                        | 180 (175)                         | 165                               | 245                                             |
| Beschleunigung 0–100 km/h (s)                              | 14,0                                            | 12,6                                            | 11,4 (13,3)                                     | 10,7 (12,2)                                     | 11,3 (13,1)                      | 9,8 (11,9)                                      | 8,4 (10,8)                                      | 7,2 (8,9)                                       | 7,9 (9,8)                        | 7,2 (8,9)                                       | 7,9 (9,8)                        | 12,9 (13,6)                       | 18,1                              | 6,5                                             |
| Kraftstoffverbrauch nach DIN 70030 bei 120 km/h (l/100 km) | 9,5                                             | 8,0                                             | 8,7 (8,3)                                       | 7,4 (7,5)                                       | k. A.                            | 9,2 (9,2)                                       | 9,0 (9,0)                                       | k. A.                                           | k. A.                            | 9,0 (8,8)                                       | k. A.                            | 7,0 (7,0)                         | 7,5                               | 11,3                                            |
| Kraftstoff                                                 | Ottokraftstoff DIN 51600 oder DIN 51607, 98 ROZ | Ottokraftstoff DIN 51600 oder DIN 51607, 98 ROZ | Ottokraftstoff DIN 51600 oder DIN 51607, 98 ROZ | Ottokraftstoff DIN 51600 oder DIN 51607, 98 ROZ | Ottokraftstoff DIN 51607, 91 ROZ | Ottokraftstoff DIN 51600 oder DIN 51607, 98 ROZ | Ottokraftstoff DIN 51600 oder DIN 51607, 98 ROZ | Ottokraftstoff DIN 51600 oder DIN 51607, 98 ROZ | Ottokraftstoff DIN 51607, 91 ROZ | Ottokraftstoff DIN 51600 oder DIN 51607, 98 ROZ | Ottokraftstoff DIN 51607, 91 ROZ | Dieselkraftstoff DIN 51601, 45 CZ | Dieselkraftstoff DIN 51601, 45 CZ | Ottokraftstoff DIN 51600 oder DIN 51607, 98 ROZ |
| Belege                                                     | [ 70 ]                                          | [ 26 ]                                          | [ 26 ]                                          | [ 26 ]                                          | [ 26 ]                           | [ 26 ]                                          | [ 26 ]                                          | [ 26 ]                                          | [ 26 ]                           | [ 26 ]                                          | [ 26 ]                           | [ 26 ]                            | [ 12 ]                            | [ 59 ]                                          |

Werte in Klammern ( ) gelten für Automatikgetriebe; für 518, 518i, 524d und M5 war ab Werk kein Automatikgetriebe verfügbar.
Anmerkungen
1. ↑  In Österreich mit geänderter Hinterachsdifferenzialübersetzung beim Automatikgetriebe nur mehr 170 km/h

## Rezeption

### Fahrzeuggestaltung
Die Form des BMW E28 mit der schräg nach vorn geneigten Front und dem Doppelnierengrill ähnelt sehr der des E12. David Kiley meint: „Zu behaupten, der E28 sei dem Vorgänger-5er E12 ähnlich, ist eine starke Untertreibung.“ Claus Luthe zufolge, ab 1976 Chefdesigner bei BMW, war das Design des E28 durch die von seinem Vorgänger Paul Bracq neu eingeführte Designlinie bereits größtenteils vorgegeben, sodass Luthe mit seinem Team nur Kleinigkeiten des Äußeren beeinflussen konnte. BMW legte mehr Wert darauf, das Fahrzeug technisch auf ein hohes Niveau zu bringen und den Luftwiderstand im Vergleich zum Vorgänger zu senken, um den Kraftstoffverbrauch zu verringern. Dennoch zog die Motorpresse über den E28 her, da das Erscheinungsbild als zu konservativ galt und bei Markteinführung kein 3,5-Liter-Motor angeboten wurde. Kritisiert wurde auch der Chromstreifen in den Rückleuchten.
Die mot urteilte 1981: „Die ‚neue‘ BMW 5er-Reihe, die im August erscheint, wurde äußerlich so wenig geändert, daß sie im Straßenbild kaum auffallen wird. Die Finessen stecken unter dem Blech.“ Eberhard von Kuenheim, von 1970 bis 1993 Vorstandsvorsitzender der BMW AG, antwortete in einem Interview mit dem Herausgeber von auto, motor und sport, Helmut Luckner, auf die provokative Frage, warum der E28 dem E12 „so schrecklich ähnlich werden mußte“: „Da könnte einem schon was Besseres einfallen.“ Luckner sagte indes über den E28, die Karosserie wirke „altbacken“ und sähe von hinten einem Ford oder Audi „zum Verwechseln ähnlich“, im Übrigen sei das Auto „bieder“.

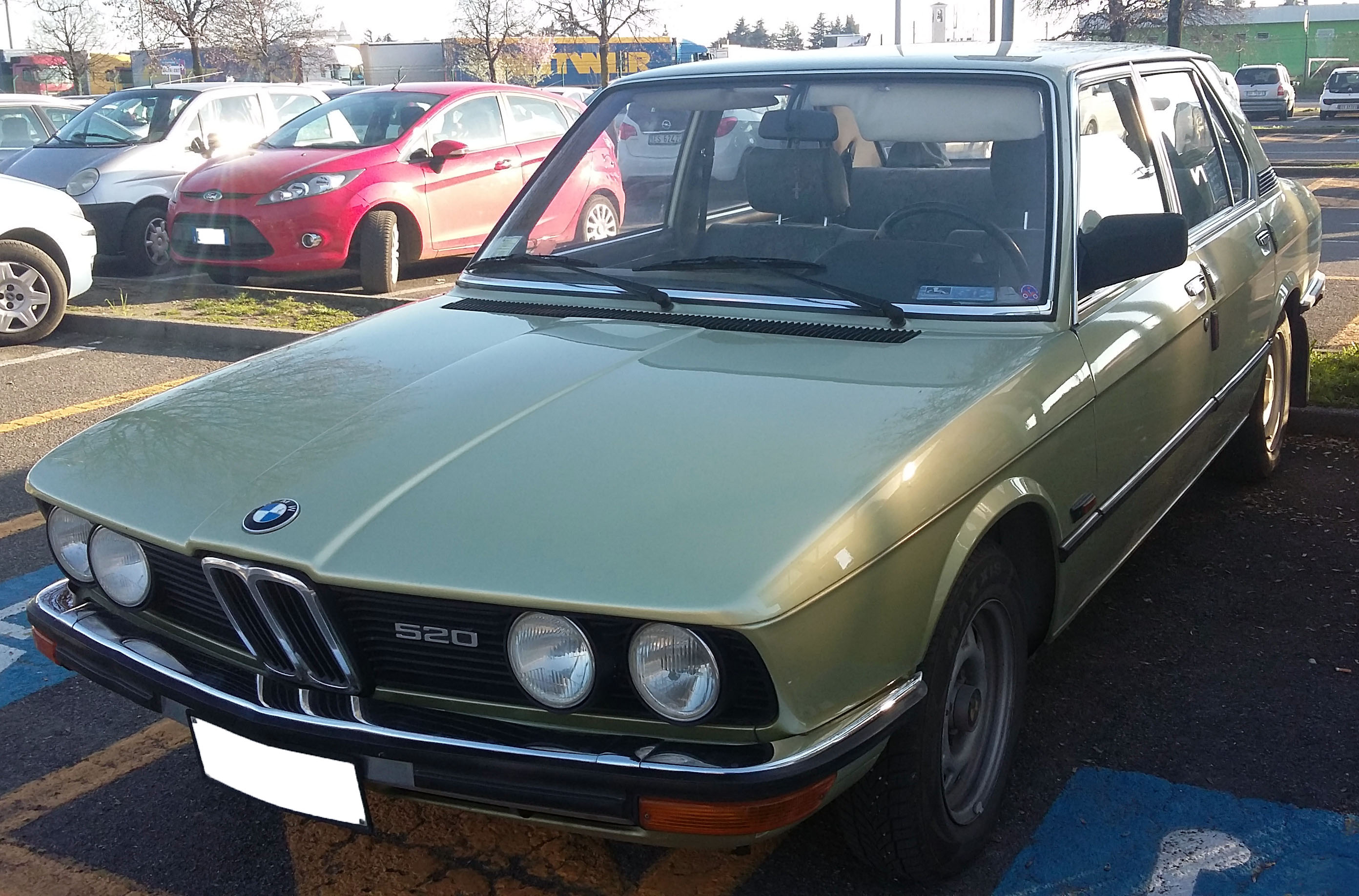
BMW E12 (1976–1981)
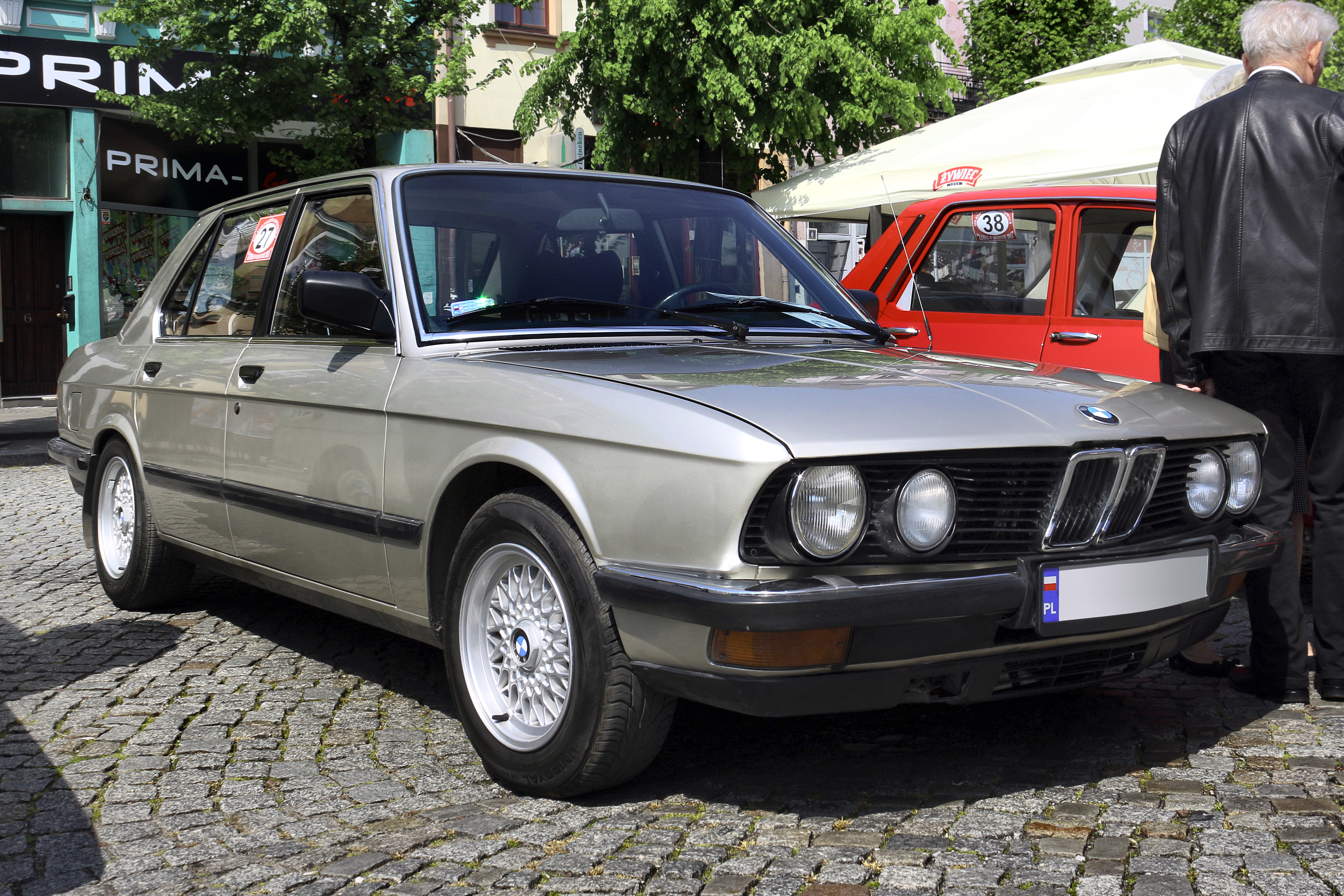
BMW E28 (1983)

### Fahrzeugtechnik
Der stern schrieb im Frühjahr 1981 über den E28: „Um den Fünfern endlich mehr Fahrkomfort zu geben, entschloß sich BMW zu einer aufwendigen Verbesserung: Sie erhalten die Doppel-Gelenk-Vorderachse von den Siebener-Modellen. Die sorgt nun im Verein mit der bewährten Schräglenker-Hinterachse für ausgezeichnete Straßenlage.“
Fünf Jahre später meinte Andreas Borchmann, die Fünfgangschaltung gehöre „zum Besten, was es zur Zeit gibt“. Am Fahrkomfort merke man aber, dass „der BMW etwas in die Jahre gekommen ist“, auf Kopfsteinpflaster liege der Wagen „nicht so ruhig“. Der Autotester erklärte, dies liege an der straffen Fahrwerksabstimmung. Die Lenkung kritisierte Borchmann als „um die Mittellage nicht besonders genau“.
Michl Koch urteilte 1986 in der Zeitschrift sport auto positiv über den M535i mit Abgaskatalysator: „Trotzdem ist schon der erste Gehversuch der Bayrischen Motorenwerke im abgasfreien Raum recht überzeugend ausgefallen: Trotz verminderter Leistungsfähigkeit erweist sich der M535i in der Kat-Version als muskulöses Fahrzeug mit souveränen Fahrleistungen. Den Mehrverbrauch kompensiert teilweise der geringere Preis für bleifreien Sprit.“ In der von sport auto durchgeführten Leistungsmessung des Fahrzeuges auf einem Rollenprüfstand wurde eine Motorleistung von 134 kW (182 PS) ermittelt, was leicht unter der Werksangabe (136 kW/185 PS) liegt. Bei schonender Fahrweise konnte der Benzinverbrauch von den sport-auto-Testfahrern nicht unter 11 l Normalbenzin (91 ROZ) auf 100 km gesenkt werden, im Vergleich dazu liegt der Kraftstoffverbrauch des M535i ohne Abgaskatalysator unter 10 l Superbenzin (98 ROZ) auf 100 km.
Hans J. Schneider meint 2007 zum mäßigen Luftwiderstandsbeiwert von cw 0,39 (Basismodell) beziehungsweise 0,385 (Modelle mit verkleideten Radkappen): „Das war nicht berauschend, aber damals zumindest guter Durchschnitt.“ Zur Karosserie schreibt er, dass sie bekannt dafür sei, „rostbeständig“ und „langlebig“ zu sein. Ungünstig urteilte Schneider über die Bremsanlage, sie erweise sich „bei harter Beanspruchung als zu schwach“, nach 15- bis 20-maligem Anbremsen sei mit Bremsfading zu rechnen.

### Saugdieselmotor im 524d
Andreas Borchmann schrieb 1986, der M21-Saugmotor sei für einen Diesel „durchzugsschwach“, erst ab einer Drehzahl von 3000 min−1 stelle er genügend Leistung zur Verfügung. Trotz der Bauweise als Sechszylinder biete der M21 nicht die Laufruhe eines Mercedes-Benz OM 602 mit nur fünf Zylindern. Positiv hob Borchmann das Geräuschverhalten hervor, der M21-Dieselmotor bleibe auch bei hohen Drehzahlen recht leise und gehöre in „dieser Disziplin zur Diesel-Spitze“. Der im Test ermittelte Kraftstoffverbrauch von 8,5 l/100 km sei „nicht schlecht“.

### Innenraum
Andreas Borchmann urteilte, der Innenraum des E28 sei „aufgeräumt“, aber „altmodisch“. Borchmann führt dies auf steil stehende Scheiben, die hohe Sitzposition und das weit in den Innenraum ragende Lenkrad zurück. Die kantige Karosserieform heize sich im Sommer nicht so stark auf und sei darüber hinaus „sehr übersichtlich“, ungünstig sei jedoch das Scheibenwischerfeld, das auf der Fahrerseite „zu klein geraten“ sei. Während die Rücksitzbank zwar bequem ausgeformt sei, biete der Fond wenig Beinfreiheit, für drei Personen sei die Rücksitzbank „doch recht schmal“. Borchmann kritisierte auch die Sitzhöhenverstellung, deren Bedienung „die Mentalität eines Puzzlespielers und die Fingerfertigkeit eines Taschenspielers“ erfordere. Im „hübsch anzusehenden Armaturenbrett“ bemängelte der Autotester die fehlende Beleuchtung des Schalters für die Heckscheibenheizung.

### Retrospektive Bewertung 535i
Tyler Hoover – ein ehemaliger amerikanischer Gebrauchtwagenhändler und Automobiljournalist, der inzwischen die Sendung Hoovie’s Garage moderiert – urteilte Anfang Januar 2018 durchweg positiv über den E28 (535i):

“Unlike today’s BMW models, with their lighter steering and numb handling, there’s no questioning this chassis (…) as anything but a BMW. The 535i has a peppy 6-cylinder engine, and it was used as the basis for the first-generation BMW M5. (…) The first thing that struck me was the simplicity of this car. I had associated BMW with needless technical complexity for so long that I couldn’t picture the Bavarians building a car without some fatal flaw or annoying gadgetry. Even more impressive is how this simplicity never makes the car feel primitive. It has all the comforts, necessities and BMW driving experience – without technology getting in the way. (…) This simplicity makes the 535i quite serviceable, and highly durable. The car I drove had 214,000 miles on it – and you’d never know. It was devoid of any body rattles, it still felt tight all around, and the cosmetics were also holding up pretty well. Clearly, this BMW was well looked after – but the E28 535i also lacked any kind of fatal engineering flaw that could fail at any moment, sending it directly to the scrap heap without warning.”

„Anders als heutige BMW-Modelle mit ihrer leichtgängigen Lenkung und dem gefühlsfreien Handling gibt es beim E28 keinen Zweifel daran, dass er etwas anderes als ein BMW sein könnte. Der 535i hat einen spritzigen Sechszylindermotor und diente auch als Basis für die erste Generation des BMW M5. (…) Das erste, was mir aufgefallen ist, ist die Einfachheit dieses Fahrzeuges. Ich hatte BMW so lange mit unnötiger technischer Komplexität in Verbindung gebracht, dass ich mir gar nicht mehr ausmalen konnte, dass die Bayern ein Fahrzeug ohne folgenschweren Konstruktionsfehler oder nervige Features bauen könnten. Noch viel beeindruckender ist es, dass die Einfachheit des E28 den Wagen niemals primitiv erscheinen lässt. Er kommt mit Komfort, Annehmlichkeiten und dem BMW-Fahrerlebnis daher, ohne dass eine elektronische Funktion irgendwie hinderlich wäre. (…) Seine Einfachheit macht den 535i recht wartungsfreundlich und sehr robust. Das Exemplar, das ich gefahren bin, hatte 344.000 Kilometer auf der Uhr, was man beim besten Willen nicht hätte erahnen können. Es war frei von jeglichem Klappern, hat sich noch immer frisch angefühlt und auch optisch noch etwas hergemacht. Man muss zugeben, dass dieser BMW gut gewartet wurde – allerdings gibt es beim E28 535i auch keine folgenschweren Konstruktionsfehler, die dazu führen würden, dass der Wagen einen kapitalen Schaden erleidet, der ihn ohne Vorwarnung direkt auf den Schrottplatz verbannen würde.“